# Samtgemeinde Hage

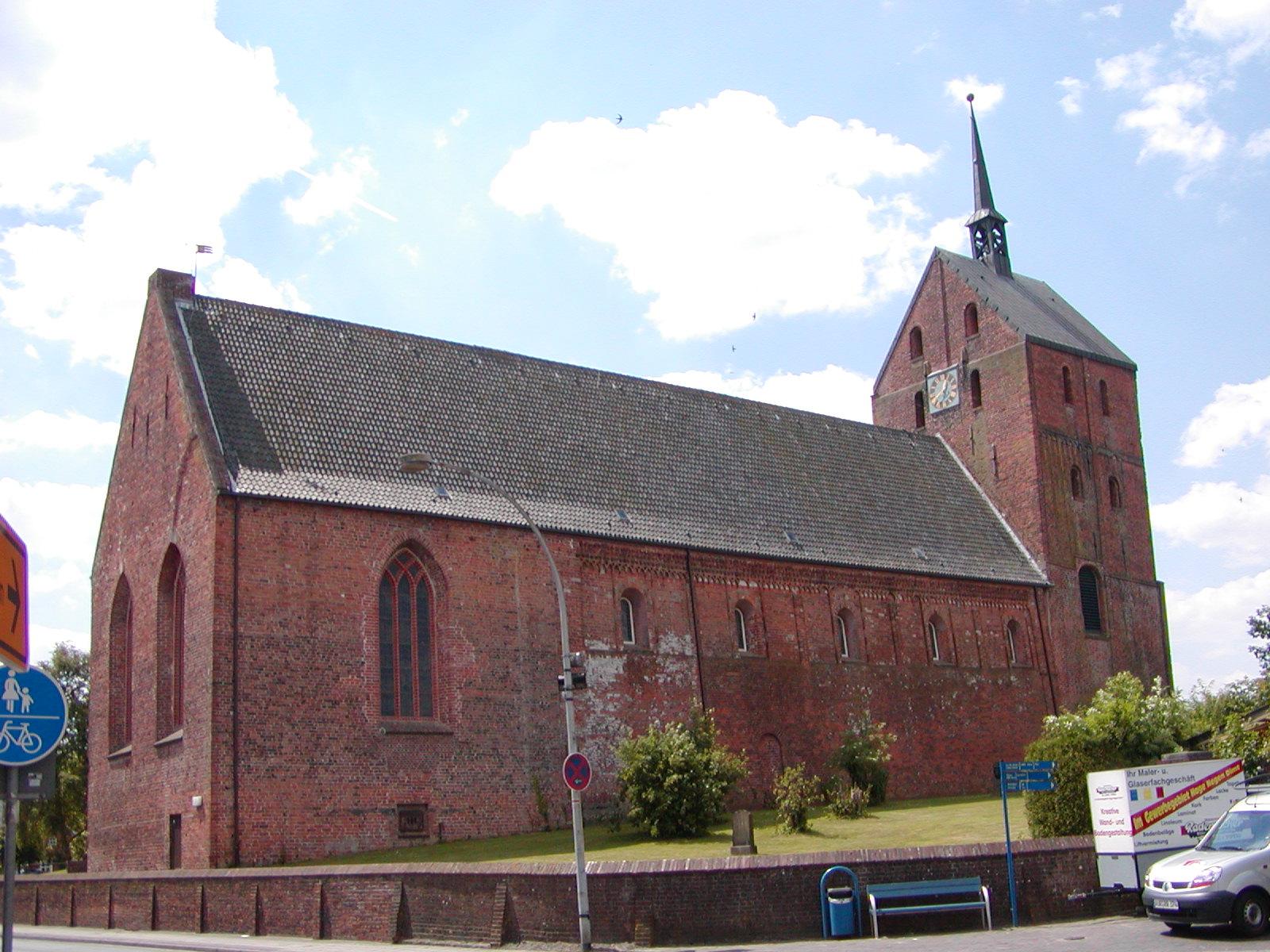
Ansgarikirche in Hage

Die Samtgemeinde Hage ist neben der Samtgemeinde Brookmerland eine der zwei Samtgemeinden im ostfriesischen Landkreis Aurich. Sie besteht aus den Mitgliedsgemeinden Hage, Berumbur, Halbemond, Lütetsburg und Hagermarsch. Die Gründung der Samtgemeinde geht auf das Jahr 1965 zurück. Ihre heutige Gestalt erhielt die Gebietskörperschaft im Zuge der niedersächsischen Verwaltungs- und Gebietsreform von 1972. Ihr Sitz befindet sich im Flecken Hage.
Das Gebiet der Samtgemeinde Hage umfasst eine Fläche von 68,64 km². Dort leben 11.365 Einwohner, was einer Dichte von 166 Einwohnern je km² entspricht. Damit liegt die Samtgemeinde etwas oberhalb des Vergleichswertes für Ostfriesland (147,5) und leicht unter demjenigen Niedersachsens (168), jedoch klar unter dem Bundesdurchschnitt (etwa 230). Ihre Mitgliedsgemeinde Hagermarsch ist die am dünnsten besiedelte Gemeinde Ostfrieslands.
Im Vergleich zu anderen ostfriesischen Kommunen ist die Samtgemeinde Hage stark bewaldet. Die Forsten befinden sich vor allem in der Gemeinde Lütetsburg, aber auch in Hage und Berumbur. Ansonsten ist die Samtgemeinde landschaftlich von Marsch und Geest geprägt.
Zum kulturellen Erbe der Samtgemeinde gehören Schloss Lütetsburg samt dazugehörigem Park, Schloss Nordeck und Burg Berum, desgleichen die mit 30,8 m Kappenhöhe höchste Windmühle Deutschlands.

## Geografie

### Lage und Ausdehnung
Der Hauptort Hage liegt etwa 5,5 Kilometer vom westlich gelegenen Norder Stadtzentrum entfernt. Die Distanz zur südöstlich gelegenen Kreisstadt Aurich beträgt knapp 20 Kilometer. Die Luftlinien-Entfernung zwischen dem Flecken und der Stadt Emden beträgt zirka 27 Kilometer in südlicher Richtung. Die nächstgelegene Großstadt, Oldenburg, ist rund 80 Kilometer in südöstlicher Richtung gelegen.
Die größte Ausdehnung in Nord-Süd-Richtung, zwischen der Deichlinie bei Hilgenriedersiel und der Grenze zur Samtgemeinde Brookmerland bei Halbemond, beträgt etwa 12,3 Kilometer. In Ost-West-Richtung beträgt die Maximalausdehnung lediglich etwa 7,6 Kilometer, zwischen der Grenze zu Norden in Lütetsburg und der Blandorfer Ehe, die einen Abschnitt der Grenze zur östlichen Nachbargemeinde Großheide bildet.
Die Samtgemeinde liegt in der historischen Landschaft Norderland. Mit einer Fläche von 68,64 km² ist sie eine der flächenkleinsten Kommunen unter den Samt- und Einheitsgemeinden Ostfrieslands. Sie liegt auf Rang 26 der flächengrößten Kommunen Ostfrieslands, nur noch Ostrhauderfehn, Hinte und sämtliche Ostfriesischen Inseln sind flächenkleiner. Bei einer Einwohnerzahl von etwa 10.700 ergibt sich eine Einwohnerdichte von 156 Einwohnern je km², womit Hage leicht über dem ostfriesischen Durchschnitt von 148 Einwohner/km² liegt, jedoch unter dem niedersächsischen (167) und deutschen (229).

### Geologie, Böden und Hydrologie

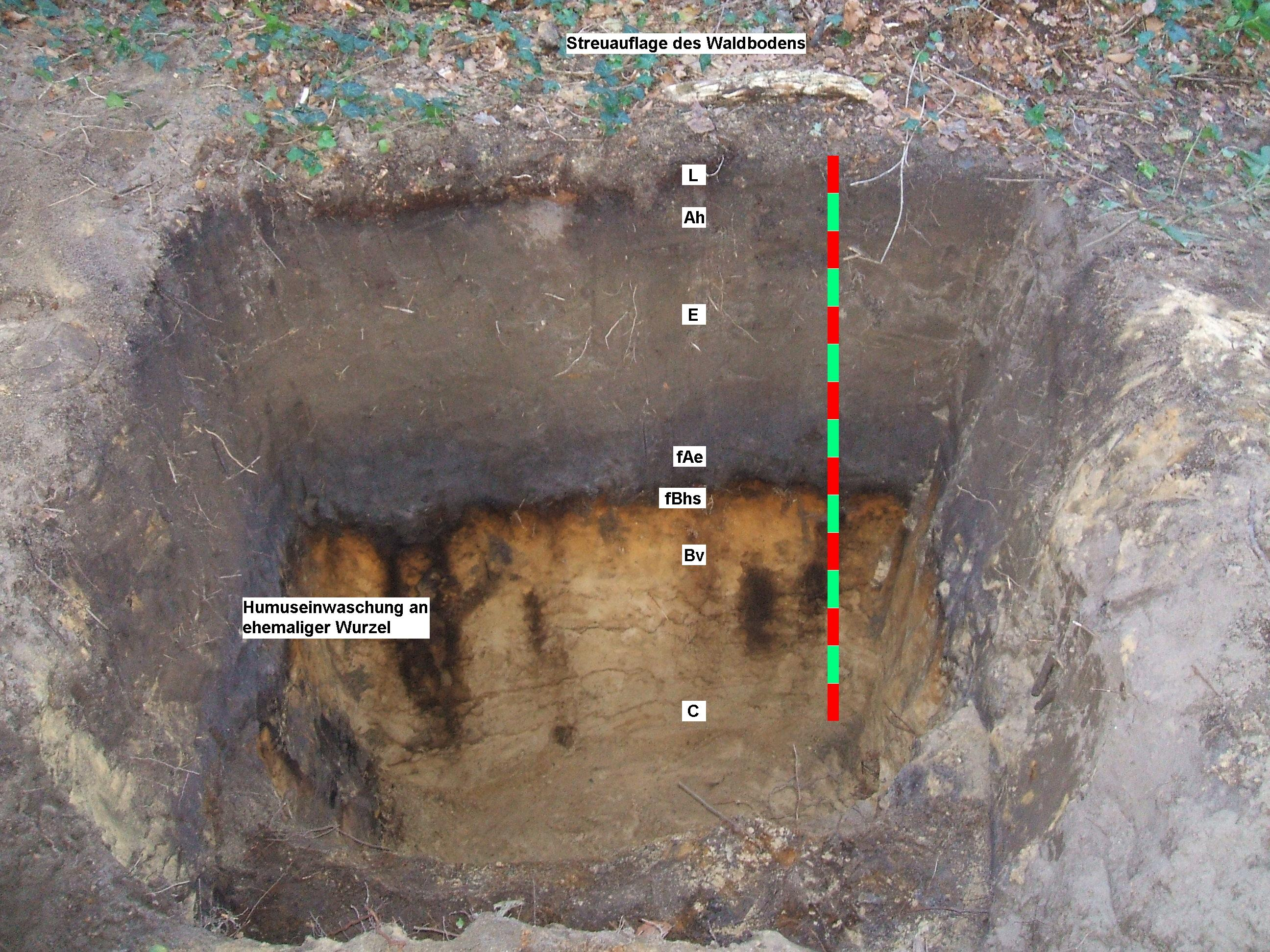
Profil eines Plaggeneschs: 40–50 cm Auflage über fossilem Podsol

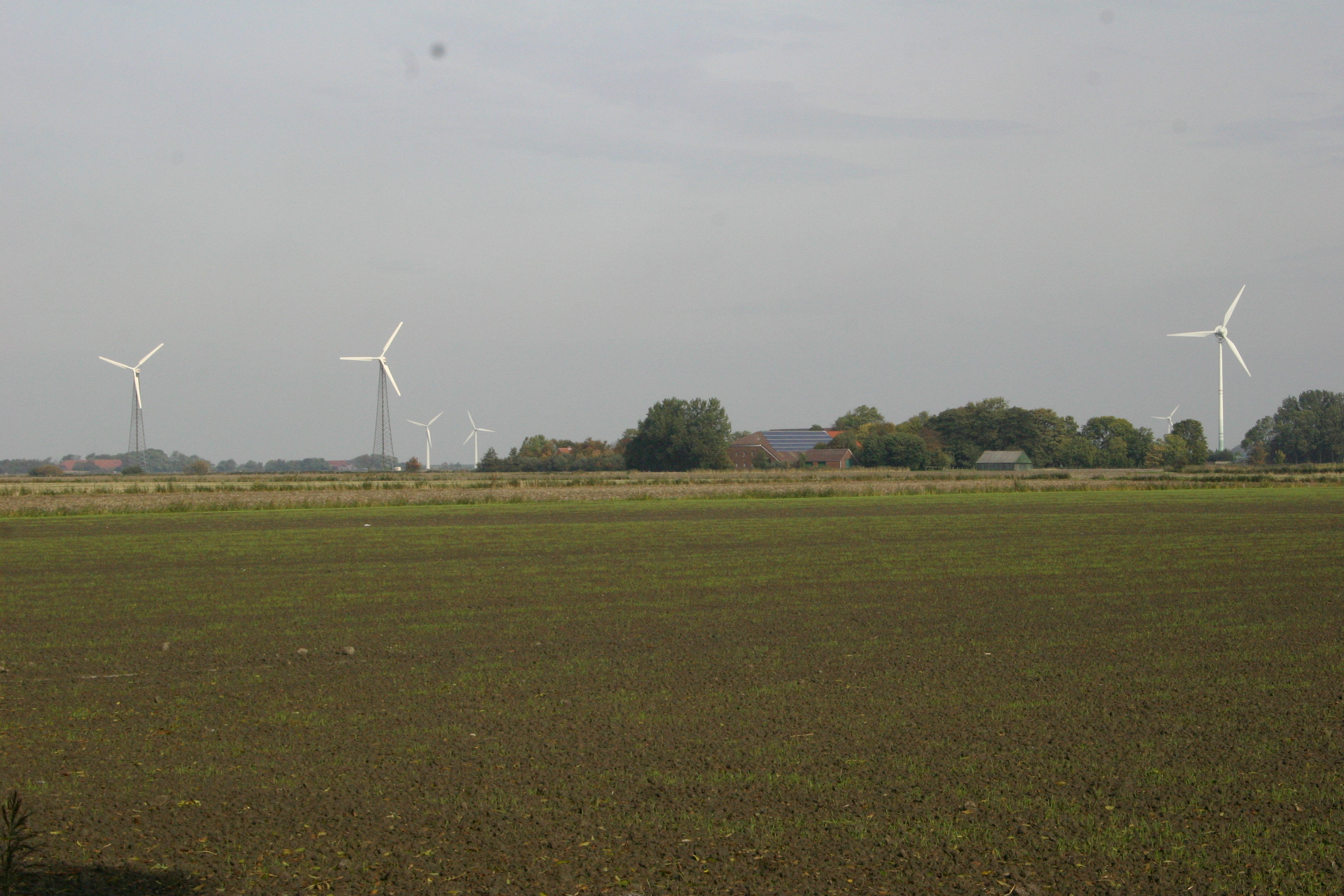
Hof in Hagermarsch: Der Kalkmarschboden ist sehr fruchtbar.

Die Samtgemeinde hat Anteile an den drei typischen Landschaftsformen des ostfriesischen Festlands: Marsch, Geest und Moor. Geologisch wird die Samtgemeinde Hage wie ganz Ostfriesland oberflächlich von Schichten des Pleistozäns und des Holozäns gebildet. Pleistozäne Schichten sind in den Geestgegenden zu finden, die den südlichen Teil des Samtgemeindegebiets ausmachen. Teils liegt auf den Geestschichten Moorboden auf, eine holozäne Schicht. Die Böden der ostfriesischen Geest bestehen zumeist aus Decksanden und Geschiebelehm.
Das Zentrum des Samtgemeindegebiets um Lütetsburg, Hage, Berum und Blandorf-Wichte besteht aus Podsolböden auf Orterde oder Ortstein, entweder in trockenerer oder in feuchterer Lage. Diese Böden erlaubten nur geringe landwirtschaftliche Erträge. Durch Plaggendüngung, die bis zum Auftreten des Kunstdüngers am Ende des 19. Jahrhunderts jahrhundertelang vorgenommen wurde, gibt es besonders in der Umgebung der alten Geestdörfer Plaggeneschböden. Durch den ständigen Neubodenauftrag liegt der Esch, in Ostfriesland (die) Gaste genannt, heute höher als die Dorfkerne. Durch diese Form der Düngung wurde die Bodenwertzahl deutlich gesteigert, wenn sie auch immer noch klar hinter den fruchtbaren Böden der Marsch zurückblieb.
Der Norden der Samtgemeinde, also die Gemeinde Hagermarsch, besteht großteils aus Seemarschen. Bei den Polderböden handelt es sich vornehmlich um Kalkmarsch- und Kleimarschböden aus Ton und Schluff von hoher Ertragsfähigkeit. In den Altpoldern, die bereits vor dem 18. Jahrhundert eingedeicht wurden, ist die Bodenverwitterung durch Entkalkung und Versauerung bereits weiter fortgeschritten. Die Entkalkungstiefe liegt bei etwa 30 bis 70 Zentimetern.

### Nachbargemeinden
Das Gebiet Samtgemeinde Hage wird im Norden durch die Nordsee begrenzt. Der Küstenlinie vorgelagert ist der Ostteil der Insel Norderney. An der östlichen Grenzlinie der Samtgemeinde liegen die Gemeinden Dornum und Großheide. Ihre Südgrenze teilt sie mit den Gemeinden Leezdorf und Osteel in der Samtgemeinde Brookmerland und die Westgrenze mit der Stadt Norden. Alle genannten Kommunen gehören zum Landkreis Aurich.

### Samtgemeindegliederung
Die Samtgemeinde besteht aus fünf Mitgliedsgemeinden, von denen vier wiederum aus den namensgebenden Hauptorten sowie weiteren Nebenorten bestehen.
| Mitgliedsgemeinde | Einwohner | Fläche (km²) | zugehörige Ortsteile                   |
| ----------------- | --------- | ------------ | -------------------------------------- |
| Berumbur          | 2679      | 6,42         | Holzdorf, Kleinheide                   |
| Halbemond         | 958       | 6,55         | – keine weiteren –                     |
| Flecken Hage      | 6594      | 16,62        | Berum, Blandorf, Hagerwilde, Wichte    |
| Hagermarsch       | 406       | 22,32        | Hilgenriedersiel, Junkersrott, Theener |
| Lütetsburg        | 728       | 16,73        | Moorriege                              |
| Gesamt            | 10.702    | 68,64        | —                                      |

Die Gemeinden Berumbur, Halbemond, Hage, Hagermarsch und Lütetsburg haben sich bei der Niedersächsischen Kommunalreform 1972 zur Samtgemeinde Hage zusammengeschlossen. Während sich in Ostfriesland die meisten Kleinstgemeinden zu Einheitsgemeinden zusammenschlossen, votierten die damaligen Gemeinden des vorliegenden Gebiets für die Bildung einer Samtgemeinde. Hage ist damit eine von seinerzeit acht, seit 2001 nur noch sechs Samtgemeinden in Ostfriesland. Zum Zeitpunkt der Gebietsreform hätten alle Gemeinden die von der damaligen Landesregierung als maßgeblich erachtete und als Ziel vorgegebene Zahl von mindestens 5000 Einwohnern für die Bildung einer Einheitsgemeinde verfehlt.

### Flächennutzung
| Nutzung                            | Hektar |
| ---------------------------------- | ------ |
| Gebäude- und Freifläche            | 582    |
| davon Wohnfläche                   | 427    |
| davon Gewerbe- und Industriefläche | 33     |
| Betriebsfläche                     | 15     |
| Erholungsfläche                    | 111    |
| davon Grünanlage                   | 84     |
| Verkehrsfläche                     | 303    |
| davon Straße, Weg, Platz           | 288    |
| Landwirtschaftsfläche              | 4.745  |
| Wasserfläche                       | 133    |
| Waldfläche                         | 872    |
| Flächen anderer Nutzung            | 103    |
| davon Friedhöfe                    | 5      |
| davon Unland                       | 10     |
| Gesamtfläche                       | 6.864  |

Die Flächennutzungstabelle zeigt den hohen Anteil an Landwirtschaftsflächen in der Samtgemeinde Hage: Er beträgt 69,13 Prozent. Damit liegt die Samtgemeinde jedoch unter dem ostfriesischen Durchschnitt von etwa 75 Prozent. Im bundesrepublikanischen Vergleich ist der Anteil an Landwirtschaftsflächen allerdings hoch; im Durchschnitt sind es in Deutschland etwa 52 Prozent.
Die Samtgemeinde verfügt über den größten Anteil an Waldflächen am Gesamtgebiet unter den ostfriesischen Kommunen. Er liegt bei 12,7 Prozent und damit etwa ein bzw. zwei Prozentpunkte höher als bei den beiden Kommunen mit dem zweit- und drittgrößten Anteil, Friedeburg und Aurich. In hohem Maße trägt Lütetsburg zu diesem Umstand bei. Nördlich der Landesstraße liegt das Nordholz, südlich des Lütetsburger Parks das Große Holz. Im Südwesten der Lütetsburger Gemarkung findet sich zudem das Tidofelder Holz. Im Flecken Hage, in einem kleinen Teilbereich auch in der Halbemonder Gemarkung, finden sich jeweils Teilstücke des Großen Holzes. Darüber hinaus sind im Flecken der Fürstenwald südlich der Burg Berum (angelegt vermutlich in der Mitte des 17. Jahrhunderts) und das Juliusgehölz nördlich des Schlosses Nordeck zu finden. Teilbereiche dieser beiden Forstareale liegen auch in der Berumburer Gemarkung. Im Süden des Ortsteils Kleinheide in der Mitgliedsgemeinde Berumbur sind darüber hinaus zwei weitere Waldareale zu finden. Die Mitgliedsgemeinde Hagermarsch hingegen ist, abgesehen von Alleebäumen an Straßen und Bäumen bei den Höfen, völlig baumfrei. Zu den Besonderheiten der Waldareale in der Samtgemeinde zählt, dass sie – gemeinsam mit einem Forst in Moorweg (Samtgemeinde Esens) – die nördlichsten Waldareale Ostfrieslands bilden, mit dem nördlichsten Punkt nur etwa 4,5 Kilometer hinter dem Seedeich gelegen.
Wasserflächen machen etwa 1,94 Prozent des Samtgemeindegebietes aus. Damit liegt das vorliegende Gebiet recht genau im Bundesdurchschnitt von zwei Prozent. Im innerostfriesischen Vergleich ist Hage damit allerdings eher arm an Wasserflächen.

### Klima
Die Samtgemeinde liegt in der gemäßigten Klimazone, im Einfluss der Nordsee. Im Sommer sind die Tagestemperaturen tiefer, im Winter häufig höher als im weiteren Inland. Das Klima ist von der mitteleuropäischen Westwindzone geprägt.
Nach der Klimaklassifikation von Köppen befindet sich die Gemeinde in der Einteilung Cfb. (Klimazone C: warm-gemäßigtes Klima, Klimatyp f: feucht-gemäßigtes Klima, Untertyp b: warme Sommer). Innerhalb der gemäßigten Zone wird es dem Klimabezirk Niedersächsisches Flachland Nordsee-Küste zugeordnet, der maritim geprägt ist und sich durch relativ kühle und regenreiche Sommer, verhältnismäßig milde, schneearme Winter, vorherrschende West- und Südwestwinde sowie hohe Jahresniederschläge auszeichnet.

### Schutzgebiete
Die Samtgemeinde grenzt im Norden an das Wattenmeer und somit an den Nationalpark Niedersächsisches Wattenmeer, der zusammen mit den anderen deutschen und niederländischen Teilen des Wattenmeers im Juni 2009 von der UNESCO zum Weltnaturerbe erklärt wurde. Grenze des Nationalparks ist die Hauptdeichlinie, so dass der vorgelagerte Heller ebenfalls zum Nationalpark zählt. Seit 1965 ist das Areal rund um die Burg Berum als Landschaftsschutzgebiet ausgewiesen. Es hat eine Größe von etwas mehr als drei Hektar. Als geschützte Landschaftsbestandteile sind der Kolk auf der Grenze zwischen Hage und Hagermarsch (Unterschutzstellung 1990, etwa 0,5 Hektar Größe), drei Teiche im Juliusgehölz in Hage (Unterschutzstellung 1989, rund zwei Hektar Gesamtgröße), das Teich- und Sumpfgelände am Kolkweg in Berumbur/Holzdorf (Unterschutzstellung 1989, etwas mehr als zwei Hektar Größe) und mehrere Bäume im Juliusgehölz mit einer Gesamtgröße von weniger als einem Hektar Fläche (Unterschutzstellung 1990) ausgewiesen. Als Naturdenkmäler kommen zwei Solitärbäume im Flecken Hage hinzu.

## Geschichte

### Ur- und Frühgeschichte
Entlang des ungefähr von Norden über Lütetsburg, Hage, Arle und Westerholt nach Esens verlaufenden Geestrandes verlief bereits in der Bronzezeit ein Weg. Zu diesem Schluss kamen Archäologen, die bereits in den 1950er-Jahren das bronzezeitliche Wegenetz der Region anhand von Hügelgräbern und weiteren aufgefundenen Artefakten, insbesondere ihrer räumlichen Ballung, untersucht haben.

### Mittelalter
Hage entstand vermutlich am Ausgang des 12. Jahrhunderts an einem alten Handelsweg aus der Bronzezeit. An dem sogenannten „Hagherweg“ wurden erste Siedlungen nachgewiesen: Hilgenbur und Vnuggenbur.
Bereits im frühen 13. Jahrhundert finden sich Berichte über ein klösterliches Leben in Hage. Zunächst entstand ein Benediktinerinnen-Kloster, allerdings kann die Existenz des wahrscheinlich 1235 verlassenen St.-Annen-Klosters nicht eindeutig nachgewiesen werden. Ab Mitte des 13. Jahrhunderts folgte den Nonnen ein Mönchskloster der Dominikaner.
Bereits um das Jahr 1250 war die Ansgari-Kirche fertiggestellt. Bis heute beherrscht sie das Ortsbild des Fleckens.
Urkundlich erwähnt wird Hage jedoch erst nach 1400 und zwar als Haghene, Hagha oder Haghe, was so viel wie „hoch zusammenhängen“ bedeutet. Zum ersten Mal findet sich der Name Hage im Ostfriesischen Urkundenbuch ca. 1410.

### Häuptlingszeit
Eine besondere Bedeutung für die Entwicklung des Ortes Hage kommt der ostfriesischen Adelsfamilie Hinkena zu. Mit ihrer Burg in Hage sicherte sie den alten Handelsplatz. 1466 ging die Burg mit den dazugehörigen Ländereien in den Besitz der Kirche über und diente viele Jahrhunderte der Finanzierung einer zweiten Hager Pastorenstelle, der so genannten Westerpastorei.
Daneben bestanden weitere Häuptlingssitze im heutigen Samtgemeindegebiet. Einer davon war Wichte, der Stammsitz der Häuptlingsfamilie von Wicht, die um 1400 im gleichnamigen Ortsteil nachgewiesen ist. Als Stammvater jener Familie galt Imel von Wicht(e) („Imel to Wicht“), der zugleich Häuptling in Lintel nahe Norden war.
Im 15. Jahrhundert erbten die Cirksena die Burg Berum. Graf Ulrich I. ließ 1443 die bestehende Burg zu einem Schloss ausbauen und feierte dort am 1. Juni 1455 seine Hochzeit mit Theda, der Enkelin seines großen Rivalen Focko Ukena.

### Unter den Grafen und Fürsten Cirksena (1464–1744)

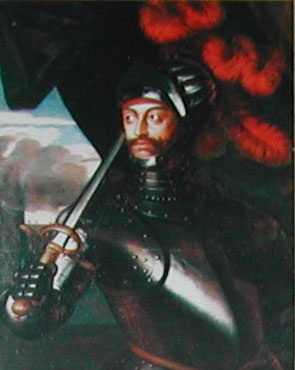
Ulrich I. Cirksena

Am 1. Oktober 1464 erhob Kaiser Friedrich III. Ulrich Cirksena in den Reichsgrafenstand. In der Verleihungsurkunde wird Ulrich als der Herr über „wonung, wesen und sloss Norden, Emeden, Emesgonien, mit den slossen Gretzil, Berum, Aurike, Lerort und Stickhausen (...)“ genannt. Zum genauer umrissenen Herrschaftsgebiet gehörte also auch das vorliegende Gebiet im Norderland, aus dem die Familie Cirksena ursprünglich stammte.
Nach der Verleihung der Grafenwürde an die Cirksena gingen diese daran, ihr Herrschaftsgebiet in einzelne Verwaltungseinheiten aufzuteilen, es entstand eine Ämterstruktur. Dazu nutzten die Grafen die vorhandenen Burgen Ostfrieslands als zentrale Anlaufstellen, so auch die Burg Berum. Es entstand das Amt Berum, das in etwa das Gebiet der heutigen Samtgemeinde Hage (ohne die damalige Herrlichkeit Lütetsburg) sowie der Gemeinde Großheide und die westlichen Teile der Gemeinde Dornum rund um Nesse umfasste.
Im späten 16. Jahrhundert ließ Graf Edzard II. die Burg Berum zu einem Wasserschloss ausbauen, was 1591 abgeschlossen wurde. Nach seinem Tod fügt seine Witwe Katharina, die Tochter des schwedischen Königs Gustav Wasa, dem Schloss einige Erweiterungsbauten hinzu. In der Folgezeit diente die ehemalige Burg beziehungsweise das Schloss als Witwensitz der Familie Cirksena.
Im Zuge der Sächsischen Fehde zwischen Edzard I. Cirksena und Georg von Sachsen gerieten auch Hage, Berum und Umgebung in Mitleidenschaft. Haico von Wicht, Enkel des Wichter Häuptlings Imel to Wicht, war zu jener Zeit Drost auf der Burg Berum und verteidigte sie gegen den mit Georg von Sachsen verbündeten Hero Omken, Häuptling des Harlingerlands. Allerdings wurde dabei die Burg Wichte selbst von Omken zerstört.
Am 28. Januar 1600 wurde auf der Burg Berum der Berumer Vergleich unterzeichnet, in dessen Folge das Harlingerland endgültig zu Ostfriesland kam.

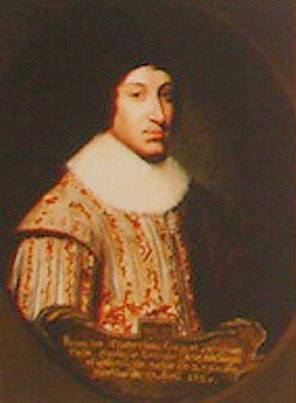
Graf Rudolf Christian starb bei einem Duell auf Burg Berum

Im Dreißigjährigen Krieg wurde Ostfriesland dreimal (1622–1624, 1627–1631 und 1637–1651) von fremden Truppen eingenommen und als Quartier benutzt, wenn auch keine größeren Kampfhandlungen stattfanden. Von 1622 bis 1624 besetzten die Mansfelder Ostfriesland. Die Orte in der Umgebung litten unter der Besetzung durch die Truppen. Die beiden folgenden Besetzungen bedeuteten zwar ebenfalls Belastungen durch Kontributionen. Die Besatzer von 1627 bis 1631 jedoch, kaiserliche Truppen unter Tilly, „hielten Manneszucht und vermieden Ausschreitungen“, desgleichen die von 1637 bis 1651 in Ostfriesland einquartierten hessischen Truppen unter Wilhelm V. von Hessen-Kassel. Auch materiell stellte sich die Situation unter den beiden Besetzungen anders dar als unter Mansfeld: Es wurden zwar Kontributionen eingetrieben, doch wurden diese auch wieder in der Region ausgegeben. Während des Krieges brach in Ostfriesland die Pest aus, Todeszahlen für das vorliegende Gebiet sind jedoch nicht dokumentiert. Während der Besatzung durch kaiserliche Truppen (1627–1631) kam es jedoch zu einem für das ostfriesische Grafenhaus folgenschweren Zwischenfall, der sich auf der Burg Berum zutrug: Am 17. April 1628 verstarb der 26-jährige Graf Rudolf Christian, als er im Verlaufe eines – von Trunkenheit hervorgerufenen – Duells von einem Leutnant des kaiserlichen Generals Gallas durch einen Stich ins linke Auge tödlich verletzt wurde.
Hage erhielt im Jahre 1656 das Marktrecht und konnte sich fortan „Marktflecken“ nennen. Gemäß der damals verliehenen fürstlichen Urkunde (11. September 1656) durfte Hage zwei Märkte pro Jahr abhalten. Diese Tradition setzt sich bis in die heutige Zeit fort.

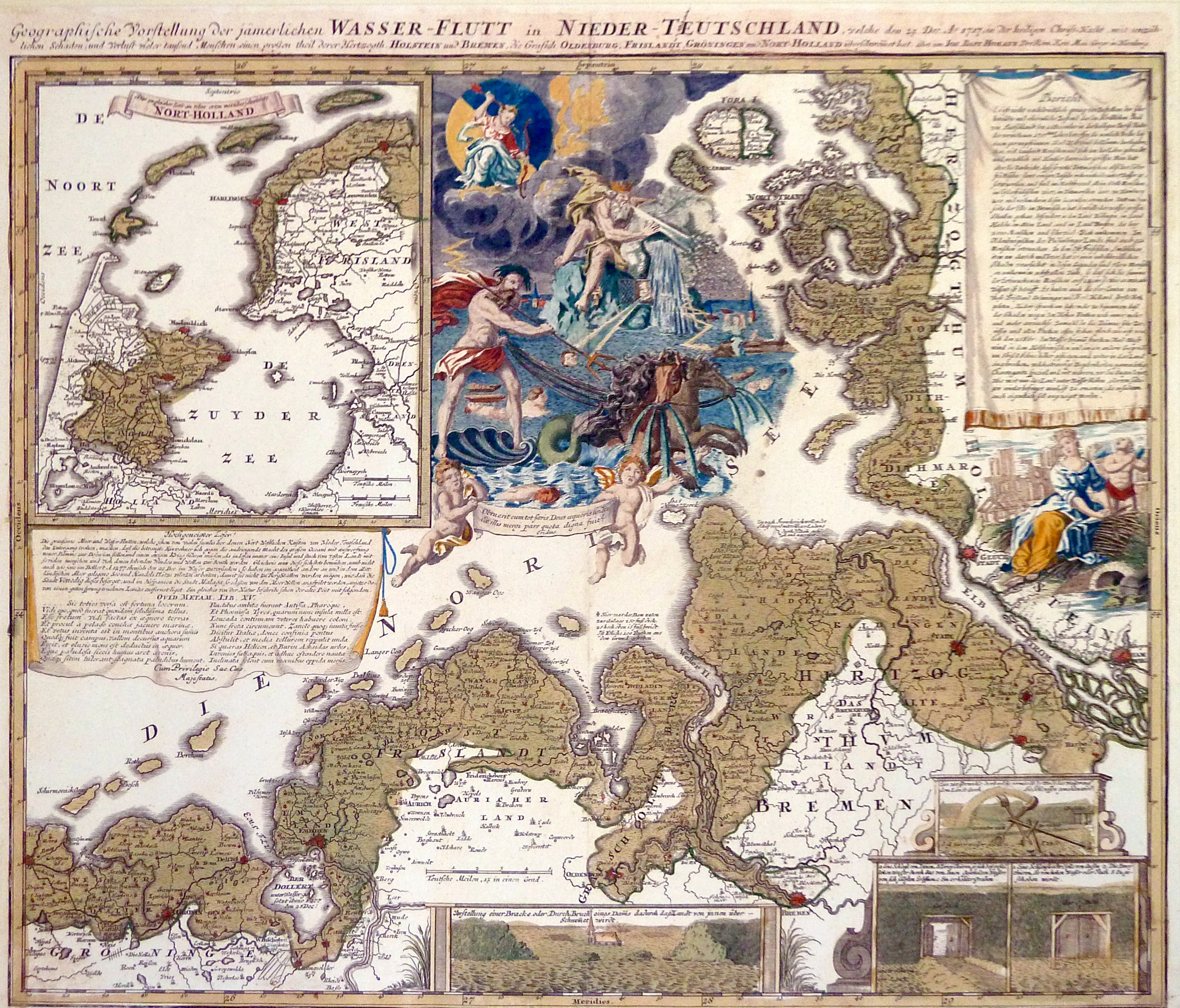
Kolorierte Kupferstichkarte von Homann, Nürnberg, um 1718 zur Weihnachtsflut von 1717

Von der Weihnachtsflut 1717 war das vorliegende Gebiet in starkem Maße betroffen. Nach einer zeitgenössischen Übersicht des Prädikanten Jacobus Isebrandi Harkenroth kamen im Amt Berum und der Herrlichkeit Lütetsburg, also in etwa dem Gebiet der Samtgemeinde und der Nachbargemeinde Großheide, mehr Menschen um als in allen anderen ostfriesischen Ämtern mit Ausnahme von Esens. Es wurden 645 Todesopfer gezählt. In den Fluten ertranken mehr als 400 Pferde, etwa 1600 Rinder, mehr als 650 Schafe und mehr als 200 Schweine. Hinzu kamen 211 vollständig und 255 teilweise zerstörte Häuser.
Im Nachgang zur Weihnachtsflut kam es zum Appell-Krieg zwischen dem ostfriesischen Fürstenhaus und den sogenannten Renitenten, die sich unter Führung der Stadt Emden wegen der Verteilung der Steuerlasten stritten. Bereits am Ende dieser insgesamt rund drei Jahre währenden Auseinandersetzung fand ein Gefecht bei Hage statt, bei dem die renitenten Truppen den fürstlichen unterlagen, die aus Dänemark Hilfe herbeigerufen hatten. Bei dem Gefecht am 5. April 1727 verloren die Aufständischen ihre gesamte Artillerie und wurden in die Flucht geschlagen.
1731 wird erstmals Halbemond erwähnt. Im dortigen Moor siedelten sich Warfsleute aus dem Amt Berum an. Der Name beruht auf einer Fehlübersetzung aus dem Plattdeutschen: Die ursprüngliche Bezeichnung „half Mahn“ bedeutete „Halbgemeinschaftsländerei“, daraus wurde im Hochdeutschen jedoch „Halbe(r) Mond“ aufgrund der Ähnlichkeit mit dem gleichnamigen plattdeutschen Wort für „Mond“.

### Preußische Zeit (1744–1806/15)
Der Flecken Hage stellte während der preußischen Zeit das gewerbliche Zentrum des vorliegenden Gebietes dar und neben Nesse eines der beiden mit Abstand größten im Amt Berum. Während im Jahre 1756 in Hage 61 Handwerker und Kaufleute von der preußischen Verwaltung registriert wurden, waren es in Nesse 58. Mit weitem Abstand folgt Arle mit 25. Unter den 61 Handwerkern und Krämern befanden sich acht Kaufleute. Einer von ihnen handelte in erster Linie mit Tuchwaren, die anderen mit Lebensmitteln aller Art. Unter den Handwerkern befanden sich elf Leineweber, zehn Schuster, acht Zimmerleute, fünf Bäcker, vier Schmiede, drei Böttcher, jeweils zwei Barbiere, Glaser, Radmacher und Schneider sowie je ein Tischler und Maurer.
Um die Stadt Norden und den Flecken Hage mit Brenntorf zu versorgen, legten Bürger aus der Stadt und dem Flecken am Ende des 18. Jahrhunderts eine Fehnkolonie an, die erste und einzige durch einen Fehnkanal erschlossene Moorkolonie im Bereich des Altkreises Norden. Die Berumer Fehngesellschaft erhielt vom Staat am 4. April 1794 einen Erbpachtvertrag über eine Fläche von 1500 Moordiemat, was ungefähr 1500 Hektar entspricht. Das Jahr gilt seitdem als Gründungsjahr von Berumerfehn. 1794 wurde mit dem Bau des Berumerfehnkanals begonnen, der vom Norder Tief bis in das Hochmoor bei der Fehnkolonie reicht. Den Aushub besorgten etwa 160 Arbeitskräfte aus dem Oldenburgischen, da sich ostfriesische Arbeiter weigerten, die Bauarbeiten zu übernehmen. Hier wurde der Einfluss der Poolachten deutlich, die sich der Konkurrenz durch die neu gegründete Fehngesellschaft (letztlich erfolglos) widersetzten, denn die von den Poolachten angelegten Kolonien Ostermoordorf und Westermoordorf befinden sich in unmittelbarer Nachbarschaft Berumerfehns. Die Fehnkolonie versorgte alsbald nicht nur Norden, sondern auch Hage mit Torf.
Nach der Schlacht bei Jena und Auerstedt 1806 wurde Ostfriesland und damit auch das vorliegende Gebiet in das Königreich Holland und damit in den französischen Machtbereich eingegliedert. 1810 kam es als Departement Ems-Orientale (Osterems) unmittelbar zum französischen Kaiserreich, 1813 schließlich kam es nach den Befreiungskriegen erneut kurzzeitig zu Preußen. Nach dem Wiener Kongress 1814/15 trat Preußen Ostfriesland an das Königreich Hannover ab.

### Hannoversche Zeit und Kaiserzeit (1815–1918)
Im frühen 19. Jahrhundert (1817–1819) erhielt Hage erstmals eine gepflasterte Steinstraße. Wo zuvor nur ein schmaler, mit Bäumen gesäumter und häufig kaum befahrbarer „Hagherweg“ gewesen war, entstand eine neue Straße, die als Postweg von Norden über Hage und Westerholt nach Esens und Wittmund Bedeutung hatte. Aufgrund dessen gab es in Hage in jener Zeit viele Gasthäuser.
Hage und die nähere Umgebung galten im frühen 19. Jahrhundert aufgrund der guten Böden am Rande der Marsch als landwirtschaftlich produktive Gegend, in der die Landwirte vergleichsweise wenig düngen mussten. Angebaut wurden vor allem Roggen und Flachs. Die landwirtschaftlichen Produkte, neben den genannten auch Rapssaat, Butter und Weizen, wurden vor allem in Norden, aber auch in Aurich abgesetzt und teils auch via Neßmersiel und Dornumersiel verschifft.

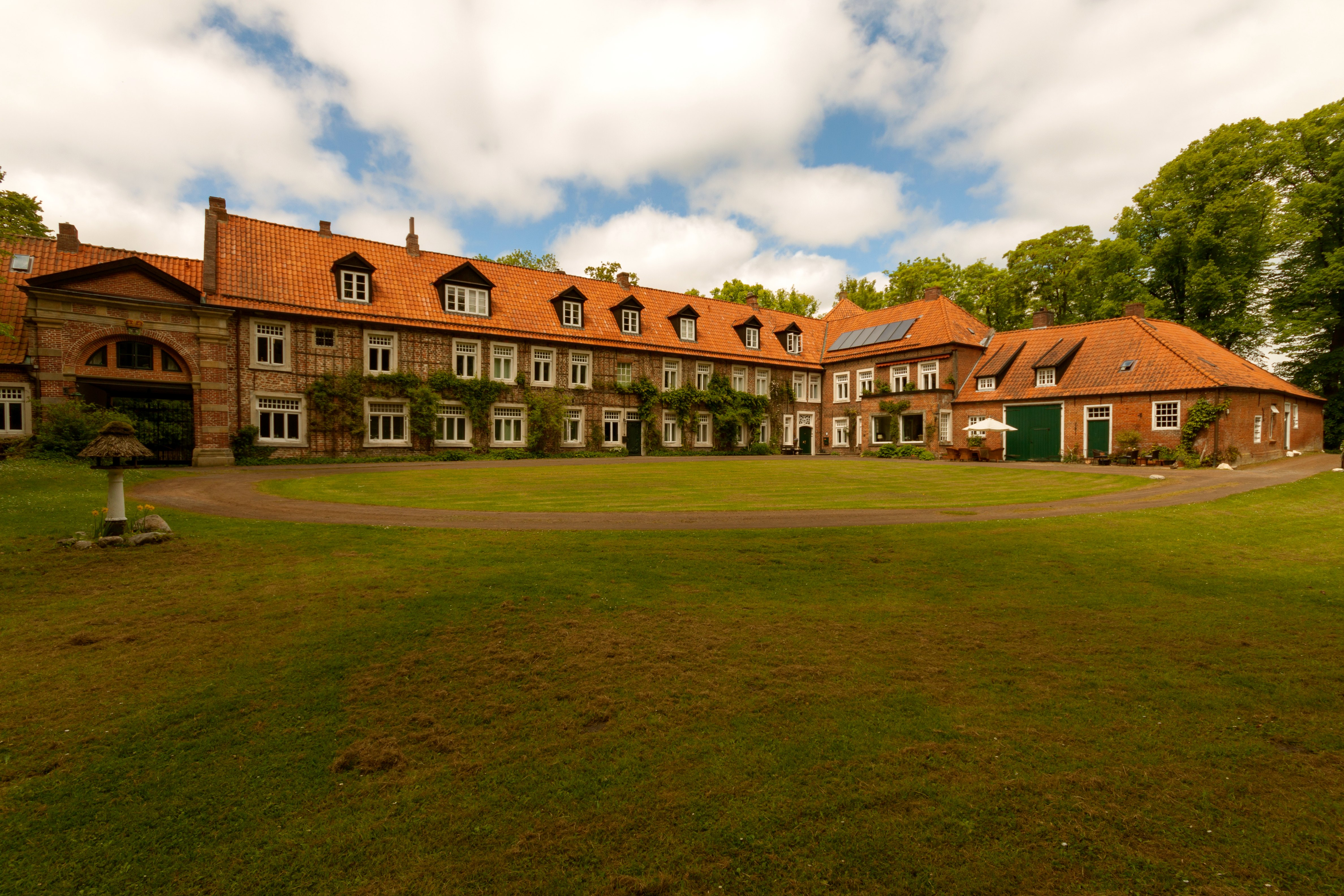
Burg Berum: Amtssitz bis 1869

Berum blieb auch in Hannoverscher Zeit der Sitz eines Amtes. Dieses umfasste die Vogteien Berum, Nesse und Norderney und damit neben den beiden Inseln Norderney und Baltrum sowie dem westlichen Bereich der heutigen Gemeinde Dornum auch das Gebiet der heutigen Gemeinden Hage (Vogtei Berum) und Großheide (Vogtei Arle), jedoch ohne die noch stets selbständige Herrlichkeit Lütetsburg. Die Vogtei Berum war in die Untervogteien Hage und Hufschlag gegliedert. Während erstere den dichter besiedelten Süden des heutigen Samtgemeindegebiets umfasste, war ersteres für den dünn besiedelten, aber großflächigen Norden zuständig. Der Flecken Hage zählte Anfang der 1820er-Jahre zusammen mit Berum 835 Einwohner. In Blandorf gab es zur selben Zeit 78 und in Wichte 75 Einwohner. Berumbur und Kleinheide kamen zur selben Zeit auf 594 Einwohner, und Halbemond war ein knappes Jahrhundert nach Beginn der Besiedlung auf 261 Einwohner angewachsen. Die Hagermarsch mit Junkersrott und Theener kam auf 383 Einwohner, die sich auf viele Hofstellen verteilten. Das Moorgebiet südlich von Hage, auch als Hagerwilde bezeichnet, wurde ab 1831 besiedelt. Bei einer Ämterreform 1852 kam die frühere Herrlichkeit Dornum zum Amt Berum. Nur sieben Jahre später reformierte der Hannoversche Staat die Ämterstruktur erneut und fasste die Ämter Berum und Norden zusammen. Sitz war zunächst Berum, doch 1869 wurde dieser nach Norden verlegt, womit eine rund 300-jährige Geschichte Berums als Amtssitz endete. Das vergrößerte Amt wurde nach dem neuen Sitz benannt. Aus dem Amt Norden wurde 1885 der Landkreis Norden, dem fortan auch das vorliegende Gebiet angehörte.

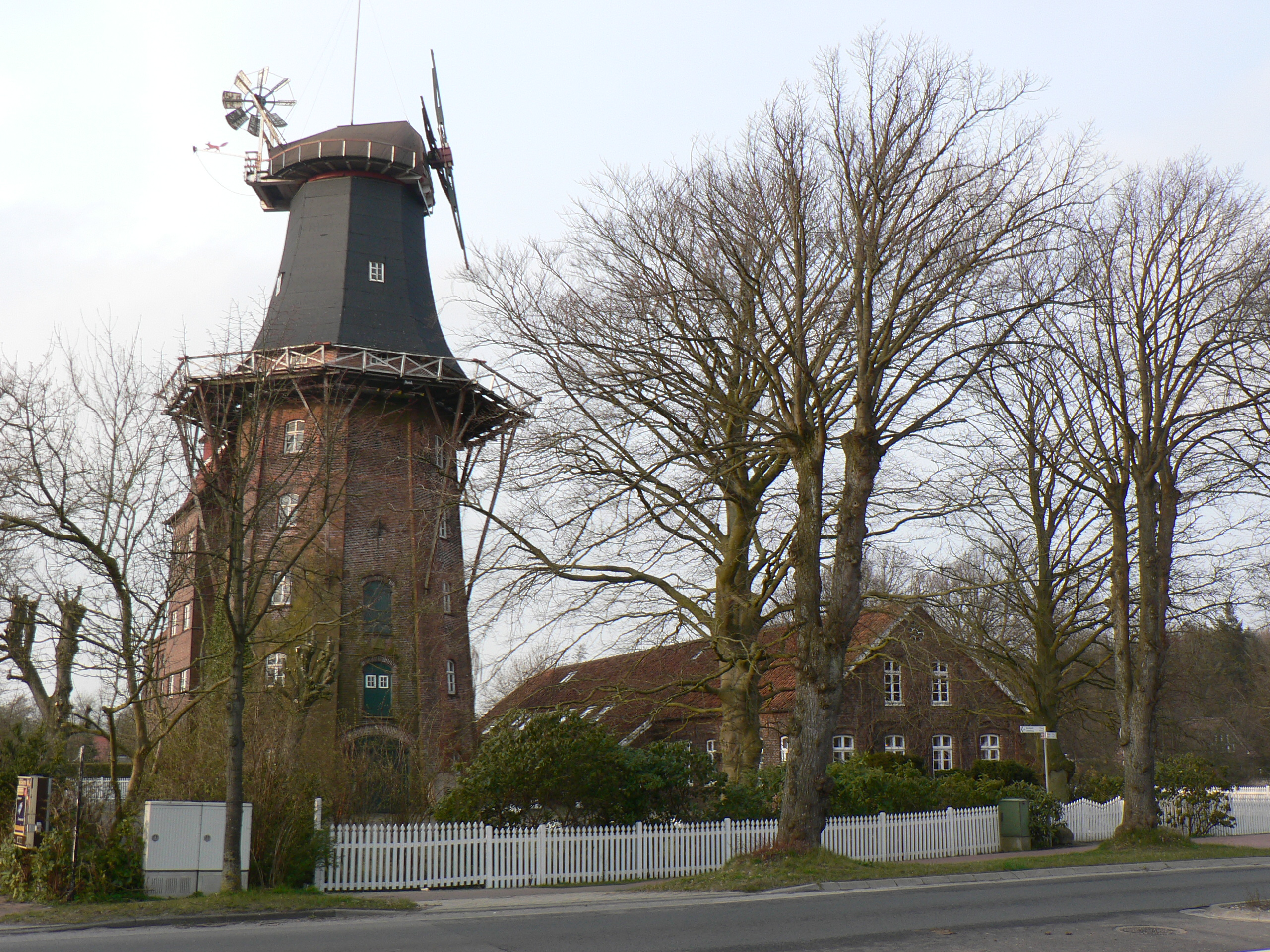
Hager Mühle

Von 1862 bis 1864 ließ der Gutsbesitzer Edo Friedrich Peterssen das Schloss Nordeck errichten. Ein weiteres Gebäude, welches das Ortsbild beherrscht, ist die achtstöckige Hager Windmühle, ein achtkantiger Galerieholländer mit fünfstöckigem Ziegelunterbau. Mit ihrer Höhe von 30,20 Metern bis zur Kappenspitze ist sie heute die höchste Windmühle Deutschlands und eine der höchsten Mühlen Europas. Sie wurde 1872/73 als Nachfolger einer früher bestehenden Mühle erbaut und 1880 nach Brand um eine Etage aufgestockt. Als Initiator wirkte erneut der Gutsbesitzer Edo Friedrich Peterssen. Die Mühle wurde bewusst in ihrer jetzigen Höhe gebaut, damit sie hoch genug war, um trotz der umgebenden Forstareale den Nordseewind nutzen zu können. Peterssen förderte zudem den Straßenbau und schenkte 1881 dem Amt Norden ein Wohnhaus, das aus dem Erbe seiner Tante Helene stammte. Er machte es dem Amt zur Auflage, darin ein Krankenhaus einzurichten, das nach seiner Tante Helenenstift benannt wurde. Das Haus diente bis 1948 als Kreiskrankenhaus des Landkreises Norden, danach (und bis heute) als Seniorenheim.
Die Verkehrsinfrastruktur Hages wurde erst in der zweiten Hälfte des 19. Jahrhunderts deutlich verbessert. Zwischen 1860 und 1880 wurde der Postweg von Hage über Arle nach Westerholt (heutige Landesstraße 6) mit Klinkersteinen gepflastert. Durch den Bau der Ostfriesischen Küstenbahn erhielt Westerende einen Bahnhof.
Während des gesamten 19. Jahrhunderts und auch bis ins 20. Jahrhundert hinein gab es große soziale und wirtschaftliche Gegensätze zwischen reichen Großbauern und armen Landarbeitern. Für Hage (besonders Hagermarsch) kann festgestellt werden, was auch für andere ostfriesische Marschgemeinden wie die Krummhörn galt: „In der Marsch wirkten sich die sozialen Unterschiede besonders scharf und hart aus: Auf der einen Seite zähe und stolze Bauern, Herren durch und durch, auf der anderen Seite die Tagelöhner. Auch sie gleichen Stammes und den Bauern an Stolz nicht nachstehend, aber wirtschaftlich in drückender Abhängigkeit.“ In Berichten von Landarbeitern heißt es, dass die Arbeitstage von 4 bis 18 Uhr dauerten, unterbrochen von einer eineinhalbstündigen Mittagspause. Die Landarbeiter schliefen, so sie kein eigenes (und wenn doch, ein zumeist sehr ärmliches) Häuschen besaßen, oftmals mit dem Vieh im Stall.
Ende 1914 errichtete die Kaiserliche Marine aufgrund der strategischen Lage unmittelbar nördlich der Ortschaft den Luftschiffhafen Hage, der bis 1915, mit vier großen Luftschiffhallen fertiggestellt war. Hage war einer der Hauptangriffsstützpunkte der Luftschiffe gegen Großbritannien im Ersten Weltkrieg. Im Jahre 1917 wurden die Luftschiffe aufgrund stetig steigender Luftangriffe alliierter Flieger weiter landeinwärts verlegt. Die Hallen mussten 1921 entsprechend den Bestimmungen des Versailler Vertrages hin abgerissen werden. Das Gelände wurde ab 1937 von der Luftwaffe erneut genutzt.

### Weimarer Republik
Im April 1919 kam es zu sogenannten „Speckumzügen“ von Emder Arbeitern, an die sich Landarbeiterunruhen und ebensolche Raubzüge im Rheiderland anschlossen. Arbeiter brachen in geschlossenen Zügen in die umliegenden Dörfer auf und stahlen Nahrungsmittel bei Bauern, wobei es zu Zusammenstößen kam. Die Lage beruhigte sich erst nach der Entsendung von in der Region stationierten Truppen der Reichswehr. Als Reaktion darauf bildeten sich in vielen Orten Ostfrieslands – auch solchen, die von den „Umzügen“ nicht betroffen waren – Einwohnerwehren. Die Wehr in Lütetsburg umfasste 99 Personen, die über 56 Waffen verfügten und war damit die größte dörfliche Wehr im Norderland. Zwei weitere Einwohnerwehren bildeten sich in Blandorf (16 Personen) und Berumbur (54 Personen), jedoch offenbar erst spät, so dass Waffen zwar „angefordert“ wurden, jedoch ist über die Umsetzung dieses Wunsches nichts mehr bekannt. Aufgelöst wurden die Einwohnerwehren erst nach einem entsprechenden Erlass des preußischen Innenministers Carl Severing am 10. April 1920.
Wie im gesamten Nordwesten Niedersachsens erhielt in der Weimarer Republik die Landvolkbewegung Auftrieb, nachdem sich 1927 eine Missernte ereignet und die Bauern zusehends in Existenznöte gebracht hatte. Durch die Konzentration auf Mengen statt auf Qualität waren die Probleme jedoch zum Teil auch hausgemacht. Wie in anderen Landesteilen flatterte die schwarze Fahne, Symbol der Schwarzen Schar des Florian Geyer im Bauernkrieg, als Zeichen des Protests. Am 5. Januar 1928 kam es in Aurich zu einer Großdemonstration von Landwirten aus der Region, an der 4000 Menschen teilnahmen. Die Nationalsozialisten mit ihrer Blut-und-Boden-Ideologie sahen sich als Sachwalter der Nöte der Landwirte und fanden in vielen Gemeinden entsprechenden Zulauf.
Das Wahlverhalten der Einwohner des vorliegenden Gebiets war in der Zeit der Weimarer Republik im Gegensatz zu vielen anderen Moor- und Geestgebieten Ostfrieslands sehr uneinheitlich. Im Einklang mit anderen Ortschaften der Region nahm der Anteil rechtsextremer bzw. faschistischer Parteien während der Jahre bis 1933 allerdings zu.

### Nationalsozialismus
In der Zeit des Nationalsozialismus existierten auf dem Gemeindegebiet Kriegsgefangenenlager mit Gefangenen unter anderem aus Frankreich und Belgien. Ort eines der Gefangenenlager war das Gasthaus Sophienhof.
Die Bauern im Gemeindegebiet wurden im Reichsnährstand gleichgeschaltet. Die Verabschiedung des Reichserbhofgesetzes stieß bei vielen Bauern auf Proteste, da sie sich in ihrer wirtschaftlichen Entscheidungsfreiheit beschränkt sahen. In den Moorkolonien wie Halbemond oder Hagerwilde kam hinzu, dass die landwirtschaftlichen Grundstücke oft zu klein waren, um eine Vollbauernstelle darzustellen. Das Verbot, Erbhöfe zu veräußern, traf somit diejenigen Betriebe an der unteren Größenbegrenzung eines Erbhofes von 7,5 Hektar ganz besonders. Obwohl es viele richterliche Urteile zugunsten der klagenden Kleinbauern gab, blieb der Anteil der Erbhofbauern in der Region dennoch über dem Reichsdurchschnitt.

### Nachkriegszeit

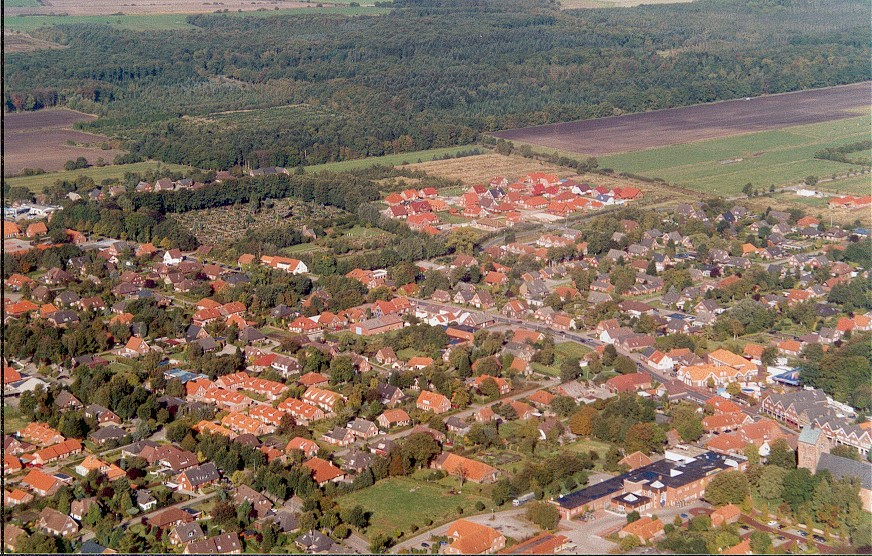
Hage

Einhergehend mit einem Strukturwandel zu Beginn der 1960er Jahre sank der Anteil der Erwerbspersonen in der Landwirtschaft 1961 auf 30,2 Prozent und 1965 auf 26,1 Prozent. Kleine Familienbauernhöfe verschwanden zusehends. Neue Straßen und Wirtschaftswege wurden gebaut und die ersten Windräder zur Stromerzeugung wurden installiert.
Im Oktober 1963 erfolgte die Einweihung des neuen Rathauses. 1965 schloss sich Hage mit Berum, Blandorf-Wichte, Lütetsburg und Westdorf zur Samtgemeinde Hage zusammen. Berumbur (mit Holzdorf, Kleinheide, Hagermarsch, Halbemond und Junkersrott) wurde 1971 in die Samtgemeinde Hage eingemeindet. 1977 wurde der Landkreis Norden in den Landkreis Aurich integriert, dem die Samtgemeinde seither angehört.
Nachdem sowohl der Personenverkehr der Deutschen Bundesbahn 1983 als auch 1989 der Güterzugbetrieb eingestellt worden war, gründete sich ein Betreiberverein für den Museumszug auf der Küstenbahn. Diese Museumsbahn hält seitdem am ehemaligen Hager Bahnhof.
In den 1980er und 1990er Jahren entwickelt sich Hage zu einem ländlichen Zentrum mit Einkaufs- und Freizeitbereich. Seit 1982 sind die Gemeinden Berumbur, Hage und Lütetsburg als Luftkurorte staatlich anerkannt. 2006 wurde der ehemalige Hager Bahnhof abgerissen, der durch den Brand des Dachstuhls beschädigt war. Im gleichen Jahr begann der Bau der Entlastungsstraße, der 2010 abgeschlossen wurde.

## Politik
Die Samtgemeinde Hage ist – wie Ostfriesland in seiner Gesamtheit – seit Jahrzehnten eine Hochburg der SPD. Bereits bei der Bundestagswahl 1949 holten die Sozialdemokraten in allen Gemeinden der heutigen Samtgemeinde die meisten Stimmen. In Lütetsburg, Hage und den seinerzeit noch selbstständigen Gemeinden Berum und Blandorf-Wichte betrug der Anteil zwischen 30 und 40 Prozent, während die SPD in Hagermarsch, Berumbur und Halbemond sogar die absolute Mehrheit erzielte. Die CDU hingegen, die sich in Ostfriesland (mit der Ausnahme des Landkreises Leer) erst sehr spät organisierte, kam lediglich in Berum über zehn Prozent hinaus, in allen anderen Gemeinden blieb sie darunter. Bei der Bundestagswahl 1953 hatte sich an der Vorherrschaft der SPD im heutigen Samtgemeindegebiet nichts geändert: In fast allen Gemeinden holten die Sozialdemokraten die relative oder (Halbemond, Berumbur) sogar die absolute Mehrheit. Lediglich in Blandorf-Wichte wurde die rechtsradikale Deutsche Reichspartei die stärkste Kraft. Die Bundestagswahl 1969, die der CDU Stimmengewinne in Ostfriesland brachte, hinterließ auch im Samtgemeindegebiet Spuren: In Berum und Blandorf-Wichte errang sie die absolute, in Halbemond die relative Mehrheit. In Blandorf-Wichte erzielte zudem die NPD einen Anteil zwischen 15 und 20 Prozent. Bei der „Willy-Brandt-Wahl“ 1972, die der SPD in Ostfriesland ein Rekordergebnis brachte, holte sie mit Ausnahme der Stimmbezirke Berum und Blandorf-Wichte überall die absolute Mehrheit, in den beiden genannten Orten fiel diese an die CDU. An der Dominanz der SPD änderte sich auch in den folgenden Jahrzehnten wenig. Bei der Bundestagswahl 2005 wurde die SPD im Samtgemeindegebiet stärkste Partei, desgleichen 2009.

### Samtgemeinderat
Der Samtgemeinderat der Samtgemeinde Hage besteht aus 28 Ratsfrauen und -herren. Dies ist die festgelegte Anzahl für eine Samtgemeinde mit einer Einwohnerzahl zwischen 11.001 und 12.000 Einwohnern. Die 28 Ratsmitglieder werden durch eine Kommunalwahl für jeweils fünf Jahre gewählt. Neben den 28 in der Samtgemeindewahl gewählten Mitgliedern ist außerdem der hauptamtliche Samtgemeindebürgermeister im Rat stimmberechtigt. Die aktuelle Amtszeit begann am 1. November 2021 und endet am 31. Oktober 2026.
Die letzte Kommunalwahl vom 12. September 2021 ergab das folgende Ergebnis:
| Partei                       | Anteilige Stimmen | Anzahl Sitze |
| ---------------------------- | ----------------- | ------------ |
| SPD                          | 47,22 %           | 13           |
| CDU                          | 34,11 %           | 10           |
| Vereinigte Bürgerliste (VBL) | 8,73 %            | 2            |
| Bündnis 90/Die Grünen        | 7,18 %            | 2            |
| Die Linke                    | 2,76 %            | 1            |

Die Wahlbeteiligung bei der Kommunalwahl 2021 lag mit 61,36 % über dem niedersächsischen Durchschnitt von 55,5 %. Zum Vergleich – bei der vorherigen Kommunalwahl vom 11. September 2016 lag die Wahlbeteiligung bei 58,82 %.
In der jüngeren Vergangenheit gab es einen Vorstoß des bis 2021 amtierenden Samtgemeinde-Bürgermeisters Johannes Trännapp, die Samtgemeinde in eine Einheitsgemeinde umzuwandeln, wie dies 2001 die Nachbarkommune Dornum und die im Landkreis Leer gelegene, ehemalige Samtgemeinde Bunde taten. Die Wählergruppe VBL, die im Lütetsburger Rat die absolute Mehrheit stellt, im Samtgemeinderat hingegen nur mit zwei Sitzen vertreten ist, wies diesen Vorschlag jedoch sofort zurück.

### Samtgemeindebürgermeister
Hauptamtlicher Bürgermeister der Samtgemeinde Hage ist Erwin Sell. Der Sozialdemokrat setzte sich am 26. September 2021 knapp gegen Sven Behrens (CDU) durch. Sein Vorgänger war Johannes Trännapp (* 1. April 1956). Der seit dem 1. November 2006 amtierende Bürgermeister trat bei der Wahl 2021 nicht erneut an.

### Vertreter in Land- und Bundestag
Die Samtgemeinde Hage gehört zum Landtagswahlkreis Emden/Norden, der aus der Stadt Emden, der Stadt Norden und den Gemeinden Krummhörn, Hinte und der Samtgemeinde Hage besteht. Bei der letzten Landtagswahl in Niedersachsen 2022 gewann Matthias Arends von der SPD mit 43,9 % der Stimmen erneut das Direktmandat.
Bei Bundestagswahlen gehört die Samtgemeinde zum Wahlkreis 24 Aurich – Emden. Dieser umfasst die Stadt Emden und den Landkreis Aurich. Bei der Bundestagswahl 2021 wurde der Sozialdemokrat Johann Saathoff direkt wiedergewählt. Über Listenplätze der Parteien zog kein Kandidat der Parteien aus dem Wahlkreis in den Bundestag ein.

### Wappen, Farben und Dienstsiegel
| Wappen von Samtgemeinde Hage | Blasonierung: „Blasonierung: Geteilter Schild, oben in Blau ein wachsender, rotbewehrter goldener Löwe, unten in Gold ein blaues Gatter.“ |
| Wappen von Samtgemeinde Hage | |

Die Samtgemeinde führt das Wappen der Gemeinde Hage. Die Farben sind Blau-Gold, die gestreift auf der Gemeindeflagge angebracht sind. Die Farben sind identisch mit jenen der Stadt Norden und weisen auf die Zugehörigkeit der Samtgemeinde zum Norderland hin. Das Dienstsiegel enthält das Wappen und die Umschrift Samtgemeinde Hage.
Das Wappen der Gemeinde genehmigte der Regierungspräsident in Aurich im Jahre 1959. Der Löwe erinnert an die örtliche Häuptlingsfamilie Hinkena, die ihn im Schild führten. Ihre Burg stand im Westen der Kirche. Der Zaun steht für den Ortsnamen (Hag bezeichnet ein mit einer Hecke eingehegtes bzw. eingefriedetes Gelände).
Das Dienstsiegel enthält neben dem Wappen die Umschrift „Samtgemeinde Hage“.

## Religion

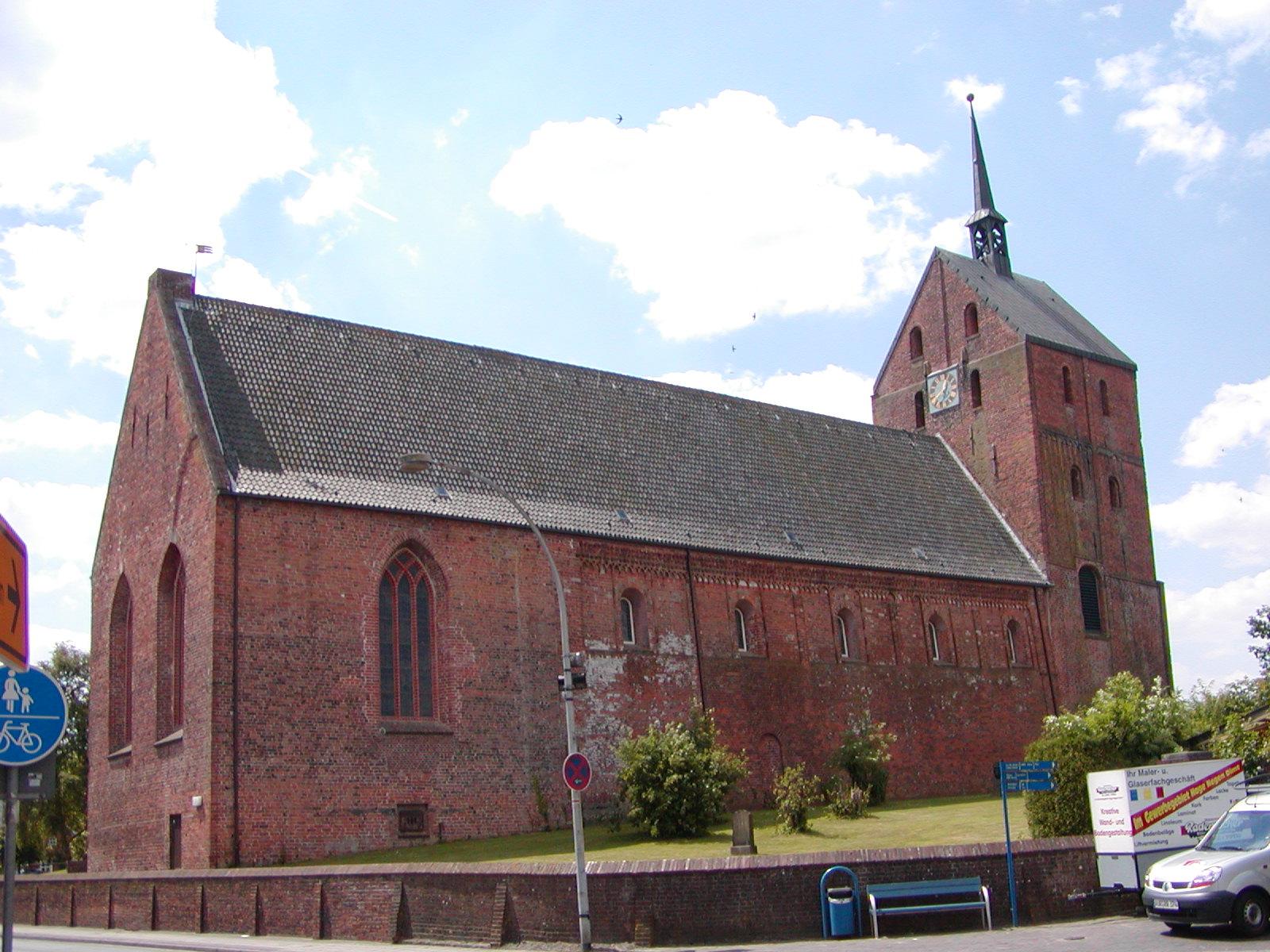
Ev.-luth. St.-Ansgari-Kirche

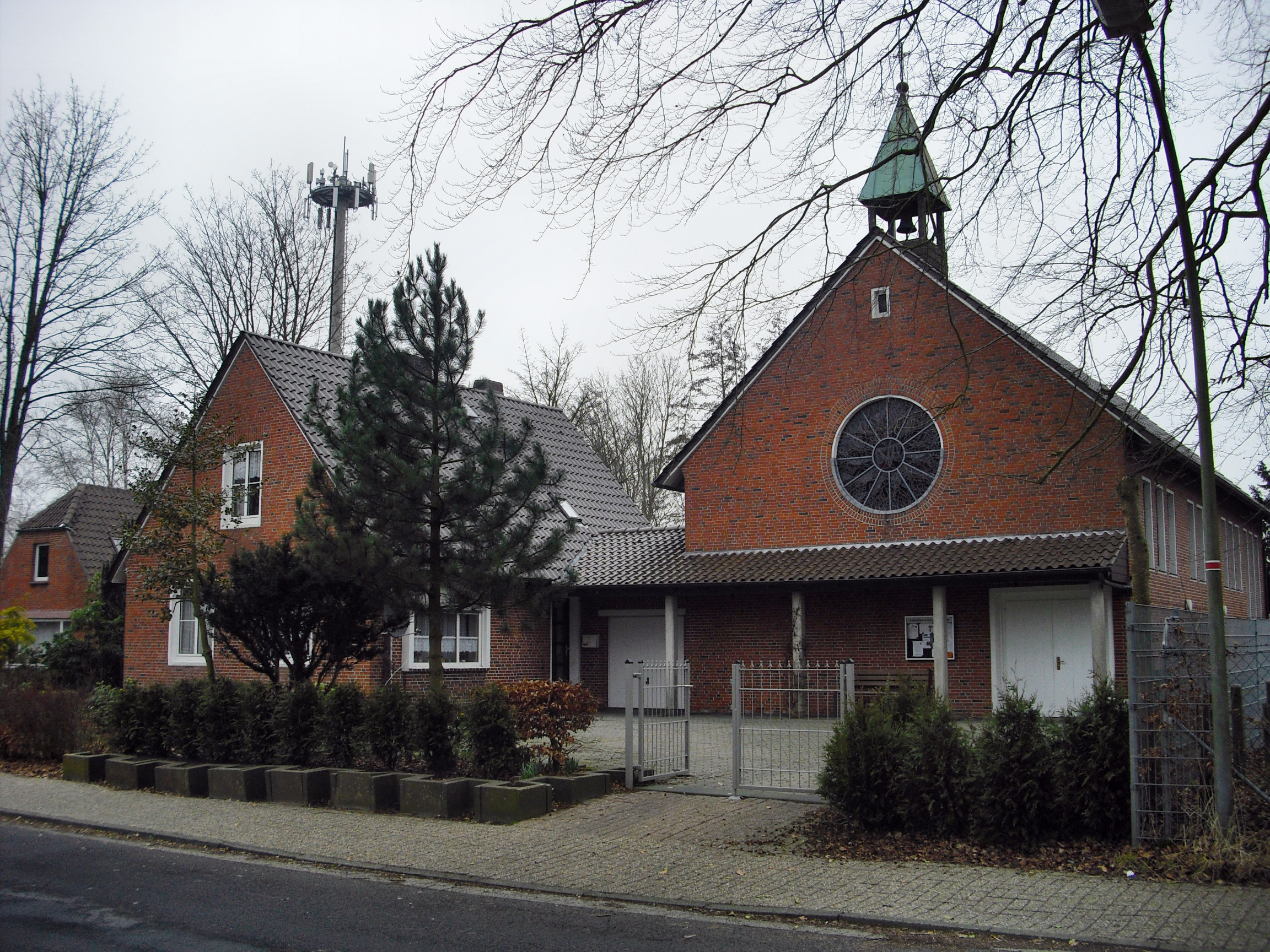
Römisch-katholische Kirche St. Wiho (erbaut 1956)

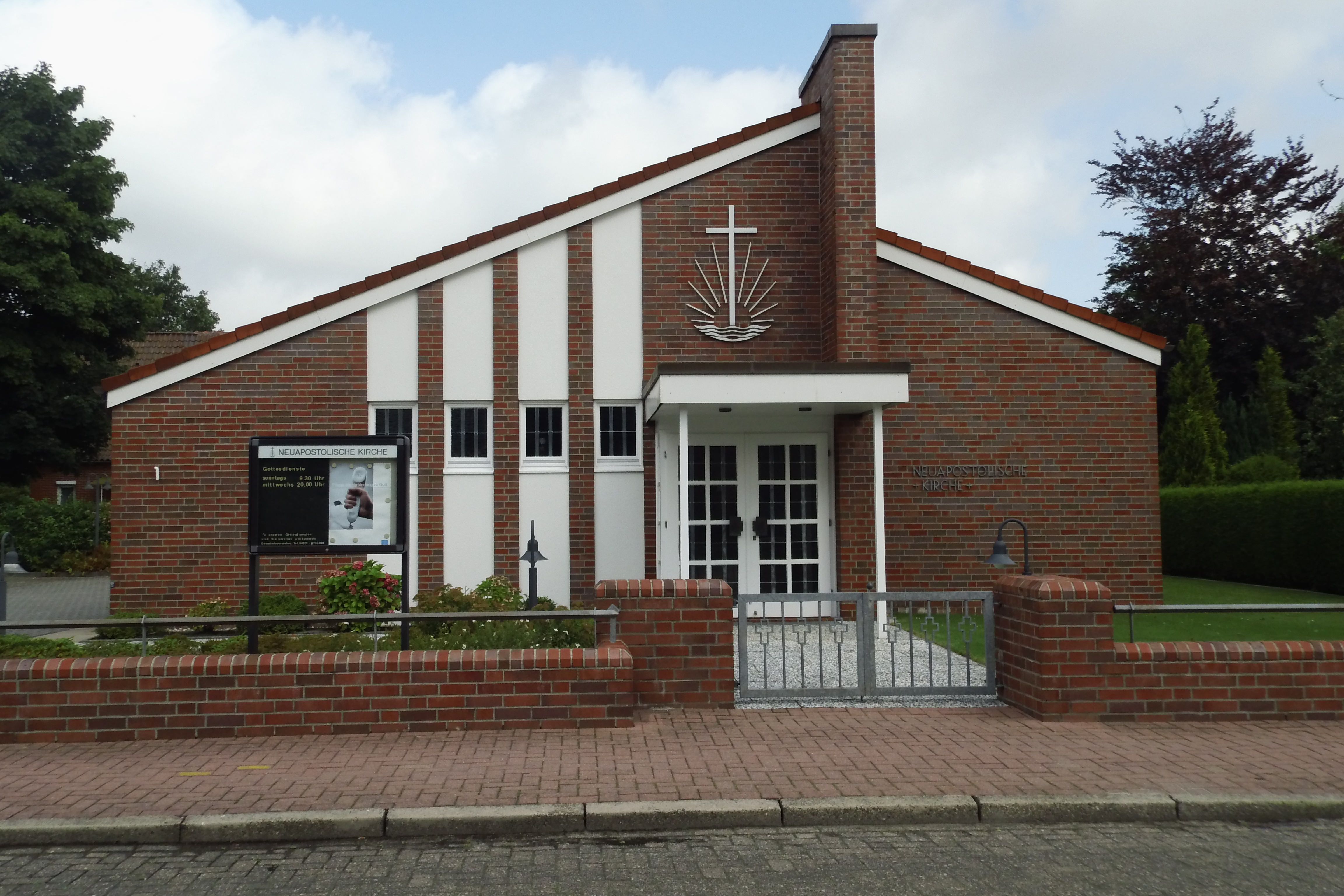
Neuapostolische Kirche

Die Samtgemeinde ist wie das gesamte Norderland überwiegend evangelisch-lutherisch geprägt. Zur einzigen Kirchengemeinde des Samtgemeindegebietes gehören circa 8000 Mitglieder. Gotteshaus der lutherischen Gemeinde ist die aus dem 13. Jahrhundert stammende St.-Ansgari-Kirche, die ihren Standort im Zentrum des Fleckens Hage hat und einzige lutherische Kirche der Samtgemeinde ist. Die Kirchengemeinde ist in drei Pfarrbezirke unterteilt.  Der Pfarrbezirk Mitte umfasst den östlich der Halbemonder Straße gelegenen Teil des Fleckens Hage sowie die Gemeinde Berum mit ihrem Ortsteil Blandorf. Zu diesem Pfarrbezirk gehört außerdem die Gemeinde Hagermarsch mit ihren Ortsteilen Theener, Hilgenriedersiel und Junkersrott. Der Pfarrbezirk West umfasst Lütetsburg und den westlich der Halbemonder Straße gelegene Teil Hages. Nördlich reicht dieser Seelsorgebezirk bis zum Neubaugebiet An't Hager Deep und südlich bis zur Ortsgrenze Halbemond. Zum Pfarrbezirk Ost gehören die Gemeinde Berumbur mit ihren Ortsteilen Holzdorf und Kleinheide sowie die Gemeinde Halbemond.
Katholische Christen gibt es in nennenswerter Anzahl erst seit der Zeit nach dem Zweiten Weltkrieg, als rund 350 heimatvertriebene Katholiken in Hage eine neue Heimat fanden. Die Katholiken der Samtgemeinde bilden innerhalb der katholischen Pfarrei St. Ludgerus Norden eine Seelsorgestelle und sind über ihre Hauptgemeinde der Katholischen Pfarreiengemeinschaft Küste angeschlossen. Ihre 1956 zum Teil in Eigenleistung errichtete Kirche St. Wiho befindet sich in der Hager Bahnhofsstraße.
Von 1956 bis 2006 bestand in der Samtgemeinde Hage auch eine Freie evangelische Gemeinde. Ihre Mitglieder werden heute von Norden aus betreut.
Die Anfänge der neuapostolischen Kirchengemeinde Hage gehen auf die 1930er Jahre zurück. Die Mitglieder der Gemeinde haben ihre 1991 errichtete Kirche an der Fritz-Lottmann-Straße in Hage. Bis zur Einweihung der Kirche fanden die Gottesdienste in einem zur Kirche umgebauten ehemaligen Schulhaus (Baantjebur 3) statt. In der Mitgliedsgemeinde Lütetsburg befindet sich auf dem Grundstück der ehemaligen Gelben Schule der Königreichssaal der Zeugen Jehovas. Er wird auch von Norder Mitgliedern dieser religiösen Gemeinschaft als Versammlungsort genutzt.
Die jüdischen Einwohner der Samtgemeinde Hage gehörten bis 1863 zur Dornumer und danach – bis zu deren Ende 1940 – zur Norder Jüdischen Gemeinde.

## Kultur und Sehenswürdigkeiten

### Museen und Theater

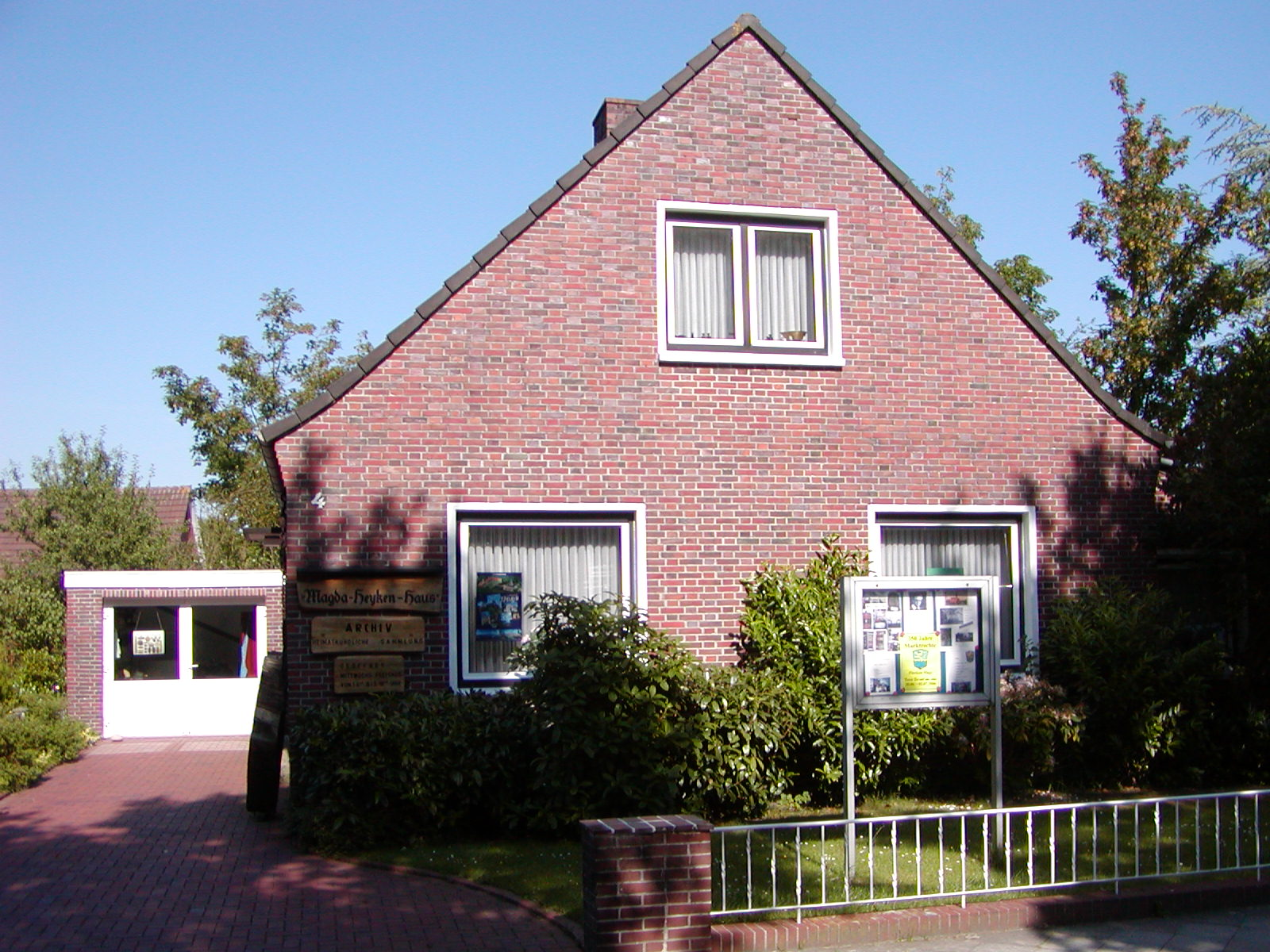
Magda-Heyken-Haus

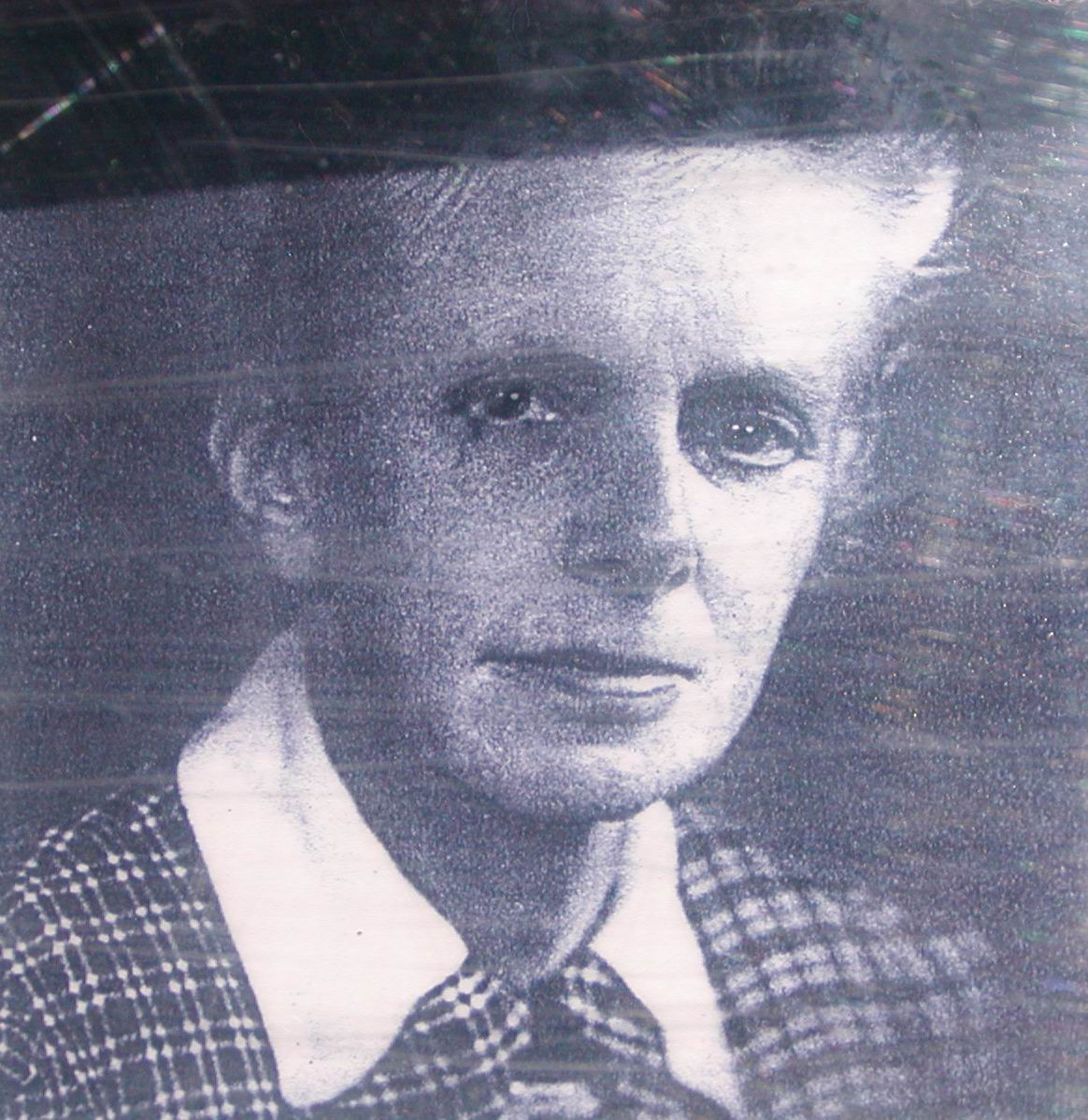
Magda Heyken

Das Magda-Heyken-Haus der gleichnamigen lokalen Geschichtsforscherin und Lehrerin (1895–1972) dient mit seiner heimatkundlichen Sammlung als Museum. Es beherbergt eine heimatkundliche Sammlung über den Ort Hage und seine Umgebung. Das 1959 erbaute Wohnhaus der Chronistin wurde 1972 an den Flecken Hage als Geschenk übergeben unter der Bedingung, hier ein Heimatarchiv einzurichten. Die Eröffnung fand 1986 statt. Heute beherbergt das Magda-Heyken-Haus historische Akten, Dokumente, Fotos und Gemälde aus Hage und Umgebung. Außerdem sind dort eine Bibliothek und eine heimatkundliche Sammlung untergebracht. Der im Jahre 1988 verstorbene Gemeindedirektor Udo Backer lieferte dazu ein originalgetreues Modell des Ortes Hage, wie er 1872 aussah.
Über einen festen Theaterbau verfügt die Samtgemeinde nicht. Aufführungen von Laientheatergruppen, oftmals in plattdeutscher Sprache abgehalten, werden in Schulen oder auch Dorfgemeinschaftshäusern dargeboten.

### St.-Ansgari-Kirche
Die evangelisch-lutherischen St.-Ansgari-Kirche ist der einzige historische Kirchenbau in der Samtgemeinde. Das Gotteshaus wurde Ende des 12. Jahrhunderts, spätestens um 1220 als romanische Saalkirche errichtet. Einige Jahrzehnte später erfolgte der Anbau des romanischen Westturms. Die Langseiten mit ihren kleinen rundbogigen Fenstern sind im oberen Drittel durch Pilaster, Lisenen und Rundstäbe gegliedert und werden durch ein Kreuzbogenfries und ein Deutsches Band abgeschlossen. Teilweise weist der Backsteinbau noch Tuffstein auf. Der heutige rechteckige Chor wird durch große Spitzbogenfenster im Stil der Gotik geprägt und trat Ende des 15. Jahrhunderts an eine ursprüngliche kleine Apsis. Um die überhängende Südwand zu sichern, wurden in den 1960er Jahren die Holzbalken in der Decke durch gleich aussehende Queranker aus Beton ersetzt und zur Queraussteifung ein großer Rundbogen zwischen Schiff und Chor eingezogen.
Der Taufstein aus Bentheimer Sandstein stammt aus der Erbauungszeit der Kirche. Beherrschender Einrichtungsgegenstand ist der spätgotische Flügelaltar (um 1480), der von einem großen Baldachin bekrönt wird. Das Mittelfeld zeigt die Kreuzigungsszene als Schnitzrelief über einer Felsenlandschaft, während die rahmenden Szenen Stationen von der Gefangennahme Jesu bis zur Auferstehung darstellen. Vermutlich gehörte der Altar ursprünglich dem Kloster Coldinne und blieb deshalb gut erhalten. Nur die Flügeltüren wurden während der Reformationszeit verändert und verloren ihre Gemälde. Um 1580 soll der Altar in die Kirche überführt worden sein. Ebenfalls zwischen 1480 und 1490 wurde die Kreuzigungsgruppe im Chorbogen und der Dreisitz an der nördlichen Chorwand geschaffen. Die sechseckige Kanzel aus Mitte des 16. Jahrhunderts mit ionischen Ecksäulen und großem Schalldeckel, der von geschnitztem Rankwerk bekrönt wird, wird der Spätrenaissance zugeordnet. Als seinen einzigen Neubau baute Dirk Lohman in den Jahren 1776 bis 1783 die Orgel. Das Werk steht noch in spätbarocker Tradition, verfügt über 21 Register auf zwei Manualen und Pedal und ist weitgehend erhalten.

### Profanbauwerke
Im Flecken Hage sind die Ansgarikirche und die Mühle von 1873/80 (mit 30,8 m Kappenhöhe höchste Windmühle Deutschlands)  zu nennen.
Das Schloss Lütetsburg in der gleichnamigen Gemeinde soll auf einen Vorgängerbau aus dem Jahre 1212 zurückgehen und ist nach dem Häuptling Lütet Manninga aus Westeel benannt. Nachdem der Ort Westeel bei einer Sturmflutim 14. Jahrhundert unterging zog die Häuptlingsfamilie auf die Burg, die während der Sächsischen Fehde 1514 zerstört wurde. Der Wiederaufbau erfolgte in den Jahren 1557 bis 1576 unter Unico Manninga. Dessen Tochter Hyma heiratete 1581 den Reichsfreiherren Wilhelm zu Inn- und Knyphausen. Mit dem Tode Unico Manningas 1588 erlosch das Geschlecht, das Schloss wird seither von der alteingesessenen Familie der Grafen zu Innhausen und Knyphausen bewohnt und kann daher nicht besichtigt werden, wohl aber der zugehörige Park (s. Parks). Nach zwei Bränden in den Jahren 1893 und 1956 wurde das Wasserschloss wieder aufgebaut, jeweils mit zeittypischen Elementen. Es handelt sich um eine dreiflügelige Anlage, von der die Vorburg des Vorgängerbaus von 1557 bis 1576 noch erhalten ist.
Neben dem Schloss Lütetsburg sind in der Samtgemeinde noch das 1862 bis 1864 erbaute Schloss Nordeck und die Burg Berum zu finden. Letztere war über Jahrhunderte Sitz des Amtes Berum. Schloss Nordeck befindet sich in Privatbesitz und kann nicht besichtigt werden. Die Burg Berum befindet sich zwar ebenfalls in Privatbesitz und ist nicht im Rahmen von Führungen zu besichtigen, allerdings ist darin ein Gästehaus untergebracht.

### Lütetsburger Park

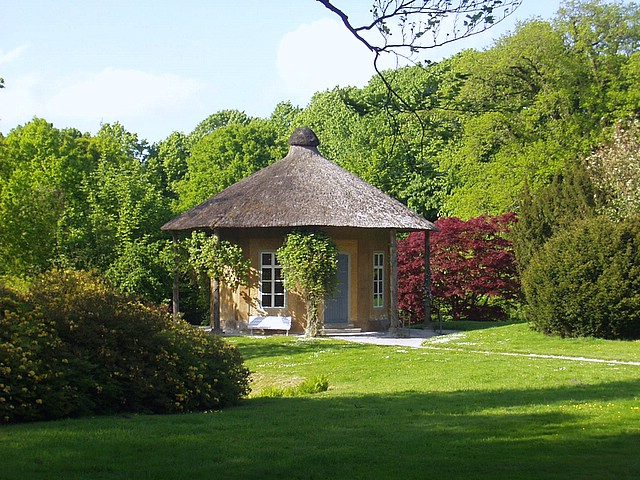
Freundschaftstempel

Der Lütetsburger Park zählt nach Auffassung des Architekturhistorikers und früheren Vorsitzenden der Deutschen Stiftung Denkmalschutz Gottfried Kiesow „zu den bedeutendsten frühen Landschaftsgärten in Deutschland“. Rund um die spätmittelalterliche Burg des Unico Manninga wurde bereits im 16. Jahrhundert ein Renaissancegarten angelegt. Um das Jahr 1710 wurde der Park erstmals erweitert und umgestaltet. Den nächsten planmäßigen Ausbau übernahm ab 1760 Edzard Mauritz von Innhausen und Knyphausen, ab 1790 unterstützt von dem oldenburgischen Hofgärtner Carl Ferdinand Bosse, der auch die Residenzgärten in Oldenburg und Rastede schuf. Dessen Söhne Christian Ludwig und Julius führten nach dem Tod des Vaters 1793 dessen Werk fort.
Im Park wurden Wasserläufe und Teiche angelegt. Der Aushub, der dabei entstand, diente zur Modellierung der ansonsten flachen Landschaft. Der dabei entstandene Unico-Hügel, benannt nach dem Häuptling Unico Manninga, wurde zu einer der höchsten topografischen Erhebungen Ostfrieslands jener Zeit. Er besteht bis heute, von dort aus sind Blicke bis weit ins Umland möglich. Es finden sich neben den Bachläufen und Teichen Wiesenflächen, blühende Sträucher, Baumgruppen und ein Solitärbaum. Außer heimischen Bäumen wie Eichen und Buchen sind auch exotische Baumarten zu finden, wie sie laut Kiesow „heute nur noch in wenigen historischen Landschaftsgärten anzutreffen sind“.
Neben den Pflanzen gibt es im Lütetsburger Park auch eine Reihe von Staffagebauten. Dazu zählt eine Kapelle am Unico-Hügel, die bis heute Trauungen und Taufen der fürstlichen Familie dient. Den „Tempel der Freundschaft“ ließ Edzard Mauritz zum Angedenken an seinen Freund Johann Ludwig Ransleben, einen preußischen Finanzbeamten, errichten. In einem Teich nahe dem Freundschaftstempel befindet sich seit 1790 die „Insel der Seligen“, die als Begräbnisstätte derer von Knyphausen dient. Bis zu jenem Zeitpunkt wurden die verstorbenen Mitglieder der Familie in der Familiengruft der Bargeburer Kirche beigesetzt, die sich unter der Knyphausen'schen Prieche befand.
Nach Bombardierungen im Zweiten Weltkrieg musste der Park nach 1945 teilweise wiederhergestellt werden. Unter anderem waren Schäden durch Bombentrichter zu verzeichnen gewesen. Unter der Leitung von Wilhelm Edzard von Knyphausen wurden zwei Lindenalleen neu gepflanzt.
Zu den prominenten Besuchern des Parks zählten Wilhelm Busch und Theodor Fontane, der anlässlich seines Besuchs im August 1882 dichtete: „Ein uraltes Schloss am Meeresstrand, ein herrlicher Park im baumlosen Land“.

### Regelmäßige Veranstaltungen
In Hage wird der Hager Markt abgehalten, der auf die alte Markttradition des Fleckens zurückgeht, mittlerweile aber Volksfestcharakter hat. Seit 1981 wird an jedem letzten Juli-Wochenende das Ortsfest mit Live-Musik gefeiert. Seit 1998 findet alljährlich im Winter die Hager Eiswette statt, die sich an der Bremer Eiswette orientiert. Dazu eingeladen werden oft hochrangige Politiker. Bei der sommerlichen Veranstaltung Gartenroute Ostfriesland präsentieren Besitzer von 13 Gärten in den Gemeinden Hage, Großheide, Krummhörn und Hinte ihre teilweise nach Themen geordneten Gärten, darunter auch diejenigen beim Schloss Lütetsburg und an der Burg Berum. Dazu finden neben Führungen auch Lesungen, Konzerte und Workshops statt. Im Jahr 2010 wurde eine Lifestyle-Messe namens Lütetsburger Herbst im Park des Schlosses Lütetsburg aufgelegt. Die Aussteller präsentieren Artikel aus den Bereichen Pferd und Hund, Jagd und Fischen, Sport und Freizeit, Garten und Wohnen sowie Mode. Die Messe wird seither jährlich wiederholt. Im Juli 2013 fand zum ersten Mal die Extremsport-Veranstaltung Inselschwimmen statt: Mehr als 250 Schwimmer legten die rund 8,2 Kilometer vom Naturbadestrand bei Hilgenriedersiel nach Norderney zurück, wofür der Sieger etwa eineinviertel Stunden brauchte. Der Schwimmwettbewerb findet in den Disziplinen Monoflossen, Schwimmflossen und barfuß statt. Das Inselschwimmen vom Festland nach Norderney ist die Nachfolgeveranstaltung eines gleichartigen Wettbewerbs von Bensersiel nach Langeoog, die ebenfalls jährlich stattfand.

### Sprache

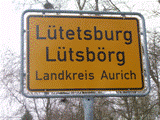
Zweisprachiges Ortsschild Lütetsburg/Lütsbörg

In der Samtgemeinde wird Ostfriesisches Platt gesprochen. Unter den Erwachsenen in der Samtgemeinde ist es durchaus Alltagssprache. Auch im Rathaus wird mit den Bürgern Platt gesprochen, Dokumente sind allerdings auf Hochdeutsch auszufüllen. Die Gemeinde Lütetsburg ist seit 2006 berechtigt, ein zweisprachiges Ortseingangsschild zu führen.

### Sport

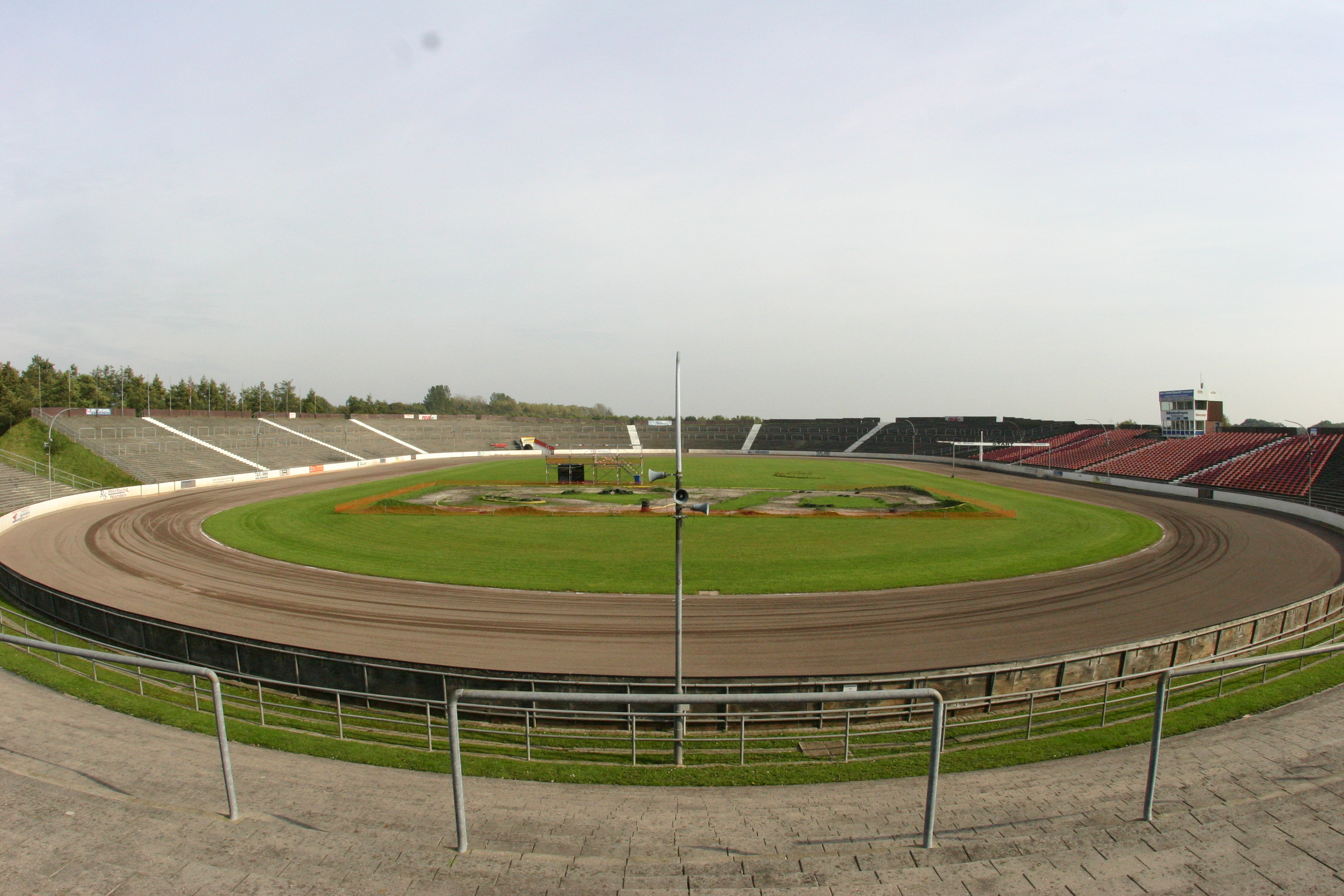
Blick ins Rund des Motodroms Halbemond

In der Samtgemeinde befindet sich das Motodrom Halbemond, eine Speedway-Arena, die mit einem Fassungsvermögen von 34.000 Zuschauern eines der größten Stadien Niedersachsens ist. Das Stadion wurde eigens zur Speedway-Weltmeisterschaft 1983 auf seine derzeitige Größe erweitert. Der deutsche Motorsportler Egon Müller nutzte am 4. September 1983 den Heimvorteil und errang als erster und bisher einziger Deutscher den Titel eines Speedwayweltmeisters. Danach blieb das Stadion jahrelang ungenutzt, seit der Jahrtausendwende finden wieder regelmäßig Speedwayrennen statt. Unter anderem werden Länderkämpfe und Prädikatsläufe zur Deutschen Speedwaymeisterschaft ausgetragen. 2008 fand im Rahmen der Junioren-WM erstmals seit 25 Jahren wieder ein WM-Lauf im Motodrom statt. Der MC Norden und der Gelände- und Motocross-Verein Halbemond nutzen heute das Stadion. Bei strengen Temperaturen im Winter dient das Motodrom als Eislaufbahn.
Neben dem Schlosspark in Lütetsburg befindet sich seit 2009 eine Golf-Anlage mit einem öffentlichen und einem weiteren für einen Golfclub reservierten Platz, jeweils mit 9 Löchern. Es handelt sich dabei um einen von drei Golfplätzen in Ostfriesland, die anderen befinden sich auf Norderney und in Wiesmoor.
In der Samtgemeinde gibt es mehrere Universalsportvereine, darunter den SV Hage. Er ist mit rund 1300 Mitgliedern der größte der Samtgemeinde. Weitere Universalsportvereine sind der TuS Halbemond und der TSV Lütetsburg-Tidofeld. In der Samtgemeinde werden in mehreren Vereinen die Friesensportarten Boßeln und Klootschießen ausgeübt. Diese sind in Hage, Lütetsburg, Berumbur und Theener beheimatet, zudem gibt es den Boßelverein Hagerwilde/Halbemond in den beiden Ortsteilen.
Dem Wassersport zuzurechnen sind der Angelsportverein Hage und die Ortsgruppe der DLRG. Ein Schützenverein findet sich in Berum, in Hage zudem ein Skatclub. Abgerundet wird das Angebot an Sportvereinen durch die Tennisclubs Grün-Weiß Berum und „Lütsbörger Bummert“ in Lütetsburg.
Zur Sportinfrastruktur gehören neben dem erwähnten Speedway-Stadion ein Frei- und Hallenbad im Kurzentrum in Berum, wo es zudem eine Minigolf-Anlage gibt, sowie die Turn- und Sporthallen der Samtgemeinde in Hage und Berumbur. Die Universalsportvereine verfügen darüber hinaus über weitere Sportplätze. Die Tennisplätze von Grün-Weiß Berum sind ebenfalls beim dortigen Kurzentrum angelegt worden, die Lütetsburger Tennisspieler haben zudem eine eigene Anlage.

## Wirtschaft und Infrastruktur
Die Samtgemeinde Hage verfügt kaum über Industriebetriebe. Tourismus und Landwirtschaft sind von Bedeutung, darüber hinaus dient der Flecken Hage als Einkaufsort für die umliegenden Ortschaften. Dort sind eine Vielzahl von Einzelhandelsgeschäften zu finden.
Separate Arbeitsmarktdaten für die Samtgemeinde Hage werden nicht erhoben. Sie gehört zum Geschäftsbereich Norden innerhalb des Bezirks Emden-Leer der Bundesagentur für Arbeit. Im Geschäftsbereich Norden lag die Arbeitslosenquote im Oktober 2024 bei 6,4 Prozent. Sie lag damit 0,4 Prozentpunkte über dem niedersächsischen Durchschnitt von 5,8 Prozent. Fünf Prozent der abhängig Beschäftigten sind im Landwirtschaftssektor tätig. Im produzierenden Gewerbe finden 26 Prozent, in Handel, Gastgewerbe und Verkehr 27 Prozent der sozialversicherungspflichtig Beschäftigten ihr Auskommen. In anderen Dienstleistungsberufen sind 43 Prozent der Beschäftigten tätig (Stand: 2014).

### Tourismus

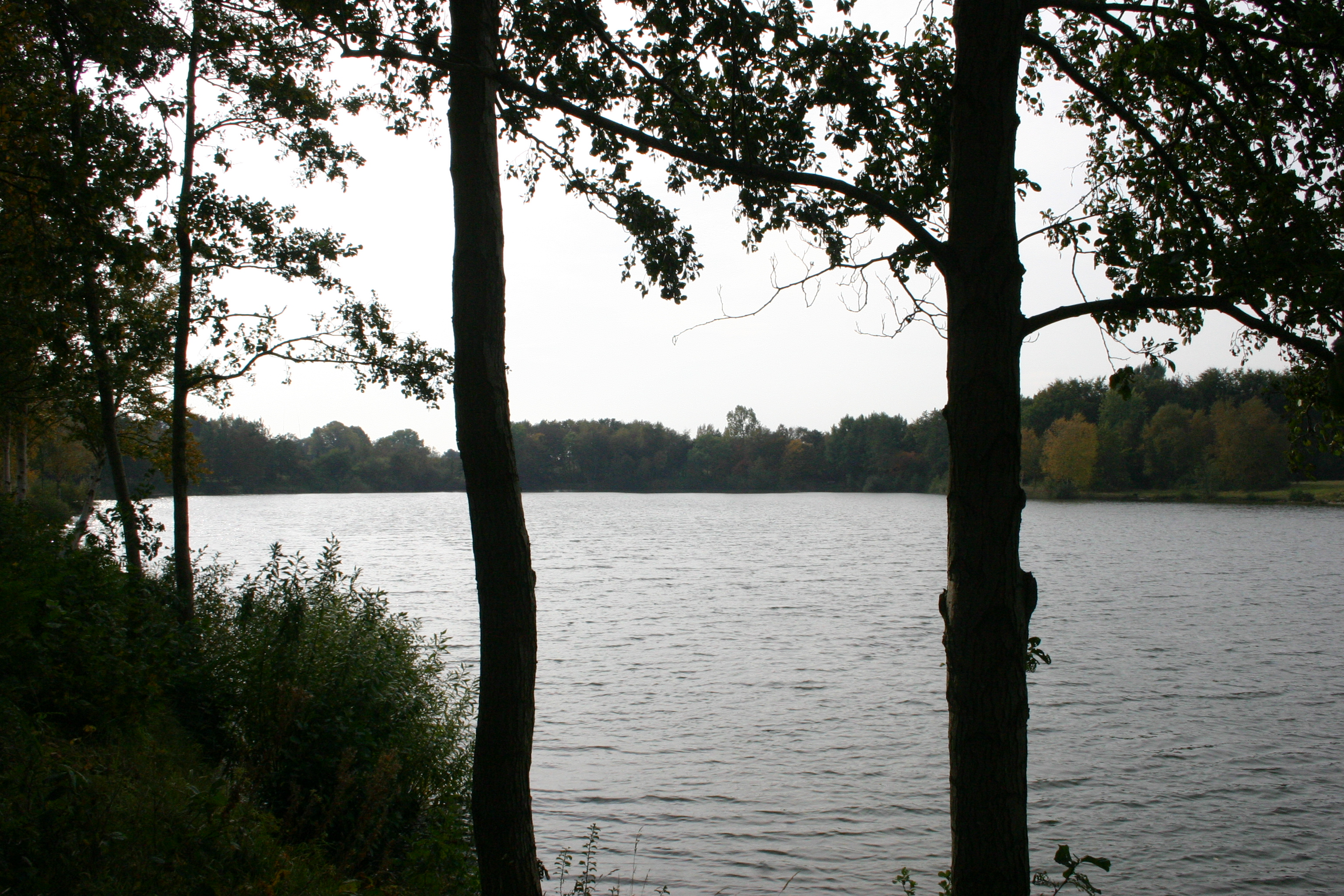
Kiessee in Berum

Die Samtgemeinde Hage gehört mit Marienhafe und Großheide zum Tourismusverband Störtebekerland.
In Berum befindet sich ein Ferienpark mit 600 Bungalows und einem angeschlossenen Kurzentrum. Der Ferienpark liegt unmittelbar an einem Kiessee. Ein Freibad ist dort zu finden. Das Gelände wurde 2010 zu einem Kurpark umfunktioniert.
An einem nahe gelegenen See in Blandorf-Wichte war ein Vier-Sterne-Campingplatz geplant, der ursprünglich 2012 in Betrieb gehen sollte. Die Pläne wurden nicht umgesetzt und die Samtgemeinde kaufte das Gelände Ende 2011 zurück. Aktuell sucht die Gemeinde einen neuen Investor für den weiterhin geplanten Campingplatz.
Im Mai 2014 wurden in der Nähe des Kurzentrums zwölf Wohnmobilstellplätze zur Benutzung freigegeben.

### Landwirtschaft
Der Landwirtschaft in der Samtgemeinde kommt schon aufgrund ihres Flächenanteils eine hohe Bedeutung in der Samtgemeinde zu. In hohem Maße gilt dies für die Mitgliedsgemeinde Hagermarsch, die neben Verkehrs- und Wohnbauten fast ausschließlich aus Landwirtschaftsflächen besteht. Für die anderen Mitgliedsgemeinden gilt dies in geringerem Umfang.
In den fruchtbaren Jungmarschböden in der Mitgliedsgemeinde Hagermarsch werden die Böden zum Gutteil ackerbaulich genutzt. Unter den Nutzpflanzen herrschen vor allem Weizen und Raps vor, in geringerem Umfang auch Kartoffeln, Zuckerrüben und Sonderkulturen. Ein Teil der Landwirtschaftsflächen in der Hagermarsch ist im Besitz der Theelacht, einer alten genossenschaftlichen Vereinigung von Landbesitzern aus dem Norderland. Die Theelacht gliedert sich auf in acht „Theele“ (Anteile), die jeweils über Ländereien verfügen. Vier der „Theele“ befinden sich gänzlich oder zumindest zum größten Teil auf Hagermarscher Gebiet: Linteler Theel, Trimser Theel, Ekeler Theel und Gaster Theel. Die Ländereien werden an Landwirte in den jeweiligen Gebieten verpachtet.
Weitenteils bestehen die Landwirtschaftsflächen in der Samtgemeinde jedoch aus Grünland, das für die Milchviehhaltung genutzt wird. Der Landkreis Aurich lag 2021 auf Platz 14 der größten Milcherzeuger-Landkreise in Deutschland, wozu die Samtgemeinde aufgrund ihrer eher durchschnittlichen Größe und aufgrund des vorherrschenden Ackerbaus in der Jungmarsch jedoch nur zu einem kleineren Teil beiträgt, verglichen mit flächengrößeren Gemeinden, die zudem in deutlich höherem Maße von der Grünlandwirtschaft geprägt sind. Ansonsten werden die Landwirtschaftsflächen vor allem zum Anbau von Futtermitteln, vor allem Mais, genutzt. Der Mais wird vor allem zur Gewinnung von Silage angebaut. Darüber hinaus spielt der Anbau von Nutzpflanzen zur Gewinnung von Biogas eine Rolle. Der starke Anstieg bei der Zahl der Biogas-Anlagen führt jedoch zu einer Ausweitung der Anbauflächen für Mais, die in Ostfriesland insgesamt zwischen 2005 und 2010 um 60 Prozent gewachsen sind. Damit einher ging eine Verteuerung der Landwirtschaftsflächen für Ackerland und Grünland um 31 und 40 Prozent.
Einzelne Höfe haben sich auf biologisch erzeugte Produkte spezialisiert und entsprechenden Vermarktungsorganisationen angeschlossen. Zusatzeinkommen verdienen sich Bauern durch die Aufstellung von Windkraftanlagen sowie Biogas-Anlagen. In geringerem Umfang bieten Landwirte zudem Räume für Feriengäste (Urlaub auf dem Bauernhof) an.

### Verkehr

Verkehrsachsen in Ostfriesland: Die Samtgemeinde Hage (östlich von Norden) liegt abseits der Hauptverkehrswege. Der nächstgelegene Autobahnanschluss besteht in Emden.

Die Samtgemeinde Hage liegt an der Nordseeküste im äußersten Nordwesten Ostfrieslands und damit abseits der Hauptverkehrswege. Sie wird weder von einer Autobahn noch von einer Bundesstraße erschlossen, sondern lediglich von zwei Landes- sowie Kreisstraßen.
Die nächstgelegene Anschlussstelle einer Autobahn ist Emden-Mitte an der A 31. Die Anschlussstelle liegt zirka 30 Straßenkilometer vom Hager Ortskern entfernt. Unmittelbar am Samtgemeindegebiet vorbei verläuft die Bundesstraße 72, die für das vorliegende Gebiet die Hauptverbindungsstraße in Richtung Süden ist. Sie führt von Norden über Georgsheil nach Aurich. In Georgsheil befindet sich der Abzweig zur Bundesstraße 210 nach Emden.
An die B 72 angeschlossen wird das Samtgemeindegebiet durch zwei Landesstraßen. Die L 6 beginnt an der B 72 in Norden und führt durch Lütetsburg, den Hager Ortskern, Berum und Blandorf-Wichte in Richtung Westerholt und weiter nach Esens. Diese Landesstraße verläuft damit in etwa auf demselben Weg wie die Siedlungsreihe zwischen Lütetsburg und Wichte, die den Kern der mittelalterlichen Siedlung des vorliegenden Gebiets ausmacht. Eine weitere Landesstraße durch das Samtgemeindegebiet ist die L 5, die im Norder Stadtteil Norddeich von der B 72 abzweigt und in nur wenigen Hundert Metern Abstand parallel zum Nordseedeich verläuft. Sie führt durch die Ortsteile Junkersrott und Theener weiter in Richtung Dornumersiel, Bensersiel, Neuharlingersiel und Carolinensiel und ist damit Teil der Störtebekerstraße.
Die Samtgemeinde ist nicht direkt an das Netz der Deutschen Bahn angeschlossen. Der nächste Fernbahnhof mit Intercity-Verkehr befindet sich in Norden und ist etwa fünf Kilometer entfernt. Im Hager Ortskern gibt es eine Station der heute im Museumsverkehr genutzten Ostfriesischen Küstenbahn. Für die Reaktivierung der Strecke für den planmäßigen Regionalverkehr setzt sich eine Bürgerinitiative ein.
Die nächstgelegenen Flugplätze liegen in Emden und Norddeich, wobei der Norddeicher Flugplatz lediglich den Inselflugverkehr und Rundflüge anbietet. Der nächstgelegene internationale Verkehrsflughafen mit Linienbetrieb befindet sich in Bremen.

### Öffentliche Einrichtungen
Neben der Gemeindeverwaltung mit ihren nachgeordneten Betrieben gibt es in Hage auch eine Polizeistation. Im Flecken befindet sich ein Wasserwerk, das nicht nur das Samtgemeindegebiet, sondern auch die Stadt Norden mit Trinkwasser versorgt. Daneben befindet sich die ehemalige Mülldeponie des Landkreises Norden, die später auch noch vom Landkreis Aurich genutzt wurde, nördlich des Kernortes. Deponiert wird Müll dort nicht mehr, allerdings befindet sich noch stets eine Wertstoff-Sammelstelle auf dem Gelände. In öffentlicher Trägerschaft des Landkreises Aurich befindet sich das Seniorenwohnheim Helenenstift, das 1969 vom damaligen Landkreis Norden als Ersatz für einen Vorgängerbau neu errichtet wurde. In der Hager Grundschule ist die Gemeindebücherei beheimatet, in der KGS zudem eine separate Jugendbücherei.

### Bildung

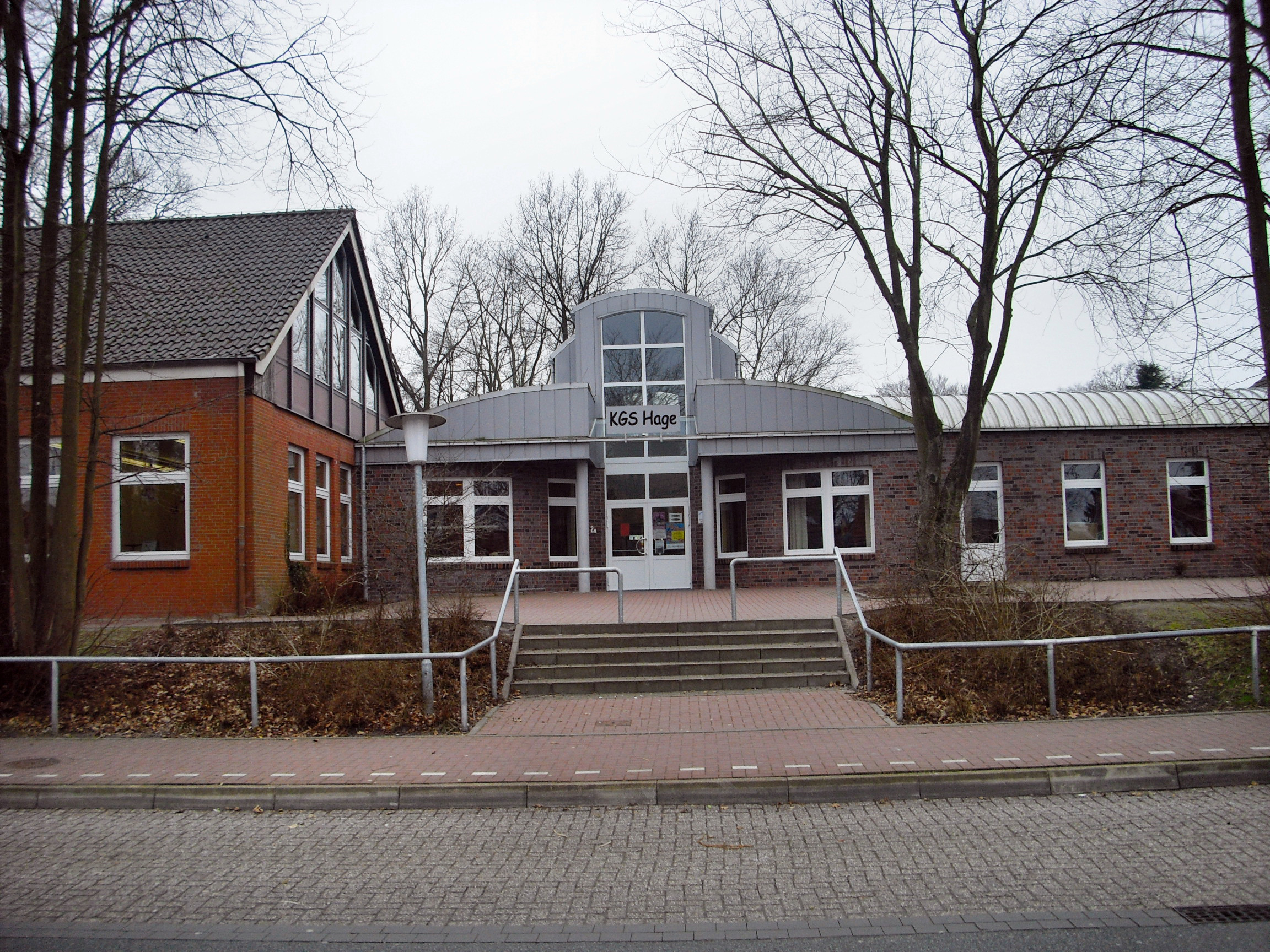
Kooperative Gesamtschule Hage

Im Flecken Hage befindet sich eine Kooperative Gesamtschule mit der Möglichkeit, das Abitur zu erwerben. Grundschulen finden sich im Flecken und in Berumbur. In Hage ist eine Außenstelle der Kreisvolkshochschule beheimatet. Frühkindliche Bildung wird von fünf Kindergärten im Samtgemeindegebiet angeboten. Jeweils zwei befinden sich in Hage und Berumbur, im letztgenannten Ort ist einer der beiden in Trägerschaft der Arbeiterwohlfahrt. Der fünfte Kindergarten ist ein Waldkindergarten mit Sitz im Flecken Hage und Aktivitäten in den angrenzenden Forstgebieten in Hage und Lütetsburg.

### Medien
Die Samtgemeinde liegt im Verbreitungsgebiet mehrerer Tageszeitungen: Ostfriesischer Kurier, Ostfriesen-Zeitung und Nordwest-Zeitung. Der Kurier als die traditionsreichere der beiden Zeitungen ist seit 1867 die Heimatzeitung für das Norderland, also auch das Samtgemeindegebiet, und im Verbreitungsgebiet die führende Tageszeitung. Die nach dem Zweiten Weltkrieg gegründete Ostfriesen-Zeitung ist die einzige Tageszeitung Ostfrieslands, die in der gesamten Region erscheint. Redaktionell betreut wird das Samtgemeindegebiet in allen Fällen von Norden aus. Über die Samtgemeinde berichten außerdem die Radiosender Radio Nordseewelle und der Bürgerrundfunksender Radio Ostfriesland.

## Persönlichkeiten

### Söhne und Töchter der Samtgemeinde
Im Bereich der Politik ist Edo Friedrich Peterssen (1827–1900) zu nennen, Reichstagsabgeordneter aus Berum, der auch das Schloss Nordeck erbauen ließ. Der CDU-Politiker Hermann Dinkla (* 1943), derzeit Präsident des Niedersächsischen Landtags, wurde in Hage geboren. Die Verlegerin Elisabeth Allmers (1930–2024), geb. Büttger, stammt ebenfalls aus Hage.
In der Wissenschaft und Theologie sind der Prediger Johann Diederich Deimann (1731–1783), der deutsch-niederländische Mediziner und Chemiker Johan Rudolph Deiman, der Geograph und Kulturhistoriker Fridrich Arends, der Ägyptologe Hans-Werner Fischer-Elfert (* 1954) sowie der Sozialwissenschaftler und Mobilitätsforscher Weert Canzler (* 1960) zu nennen.
Der Fußballer Ralf Ewen (* 1972) war während seiner Karriere unter anderem kurz beim VfL Bochum aktiv. In Hage wurde 1957 auch der Musiker und Schauspieler Jürn Cornelius geboren. Gebürtig aus Hage stammt ebenfalls der Liedermacher Jan Cornelius.

#### Innhausen und Knyphausen zu Lütetsburg
- Dodo zu Innhausen und Knyphausen
- Philipp Wilhelm von Innhausen und Knyphausen
- Carl Philipp zu Innhausen und Knyphausen
- Dodo (II.) zu Innhausen und Knyphausen

### Persönlichkeiten, die mit der Samtgemeinde verbunden sind
- Der Fußballer Dieter Eilts wurde 1964 in Upgant-Schott in der benachbarten Samtgemeinde Brookmerland geboren und begann seine Karriere beim SV Hage. Dort wurde er von Scouts von Werder Bremen entdeckt.
- Der Krimiautor Theodor J. Reisdorf (1935–2015) lebte in Berum.
- Der in Hannover geborene ehemalige CDU-Landtagsabgeordnete Carl-Edzard Schelten-Peterssen (1921–1995) lebte ebenfalls in Berum.
- Johannes Ligarius war kurzzeitig in Hage als Pastor tätig.
- Der Mennonitenpastor und Täuferforscher Heinold Fast verbringt seinen Lebensabend auf Burg Berum.
- Doris Janssen-Reschke war eine der ersten Frauen im Pfarramt der Evangelisch-Lutherischen Landeskirche Hannovers und predigte nach ihrer Zeit in Friedeburg in Hage.
- Wilhelm Schomerus war zwölf Jahre lang Pastor in Hage.